# Miguel de Cervantes
Miguel de Cervantes Saavedra (spanyol kiejtése: [miˈɣel de θerˈβantes saːˈβeðɾa]; Alcalá de Henares, 1547. szeptember 29. – Madrid, 1616. április 23.) kalandos életű spanyol regény- és drámaíró, költő, Don Quijote figurájának megalkotója, a spanyol irodalom talán legismertebb képviselője.
Sok irodalomtörténész a Don Quijotét tartja az első, mai értelemben vett regénynek, illetve a spanyol arany század irodalmi csúcspontjának. Először Cervantes írt (olasz mintákból kiindulva) mai modern értelemben vett novellákat spanyolul. Cervantes egész életében sikeres színpadi szerző szeretett volna lenni, a regényt alacsonyabb rendű műfajnak tartotta. Ennek ellenére a korabeli színházak rendre visszautasítottak a műveit, mondván: azok unalmasak és nehézkesek. Az korabeli színházak sikerszerzői Lope de Vega, Calderón de la Barca és Tirso de Molina voltak. Költőként sem volt annyira jelentős, kortársai nem is tartották igazi poétának. Egész életművét átszövik az önéletrajzi elemek, írásaiban gyakran megnyilvánult a bukolikus reneszánsz költészet iránti vonzalma is.
Alcalá de Henares városkában született. Iskolai tanulmányait Córdobában kezdte, majd Sevillában és Madridban folytatta. Ott ismerkedett meg kora spanyol színházával. 1570-ben párbajban megsebesített egy építőmestert, ezért menekülnie kellett Spanyolországból. Itáliába utazott, ahol Giulio Acquaviva szolgálatába állt, akiből hamarosan bíboros lett, Cervantes pedig az ő asztali felszolgálója. A következő évben katonai pályára lépett, és részt vett a lepantói csatában. Bal karja a harcokban megsebesült, majd lebénult. A La Goleta felmentésére induló keresztény seregben is szolgált. 1575-ben elhatározta, hogy visszatér Spanyolországba, de a hajót, amelyen utazott, berber kalózok támadták meg. Miguel és öccse, Rodrigo Cervantes az algíri pasa fogságába esett. Rodrigót hamarosan ki tudták váltani, de Miguel csak öt évi rabság és több sikertelen szökési kísérlet után térhetett haza. Ezután hivatali munkákat vállalt Spanyolország különböző városaiban, ennek során gyakran került összetűzésbe a helyi hatóságokkal, többször be is börtönözték. 1605-ben kiadta a Don Quijote első, 1615-ben második kötetét. A regény nagy sikert aratott, és hamarosan elterjedt egész Európában.

## Életrajza

### Gyermek- és ifjúkora
Cervantes családjáról folyamatosan vitatkoznak a tudósok. Néhányuk szerint ókeresztények voltak, míg mások azt állítják, hogy újkeresztények. Américo Castro történész szerint Cervantes anyja újkeresztény (tehát mór vagy zsidó) volt. Mivel erre semmiféle bizonyíték nincs, Cervantes converso (áttért) származását a műveiben található idézetekkel, motívumokkal igyekeznek alátámasztaszi, azonban az irodalomtörténészek nagy része ezt nem tartja elegendőnek, így nem is foglalkoznak komolyabban az üggyel.

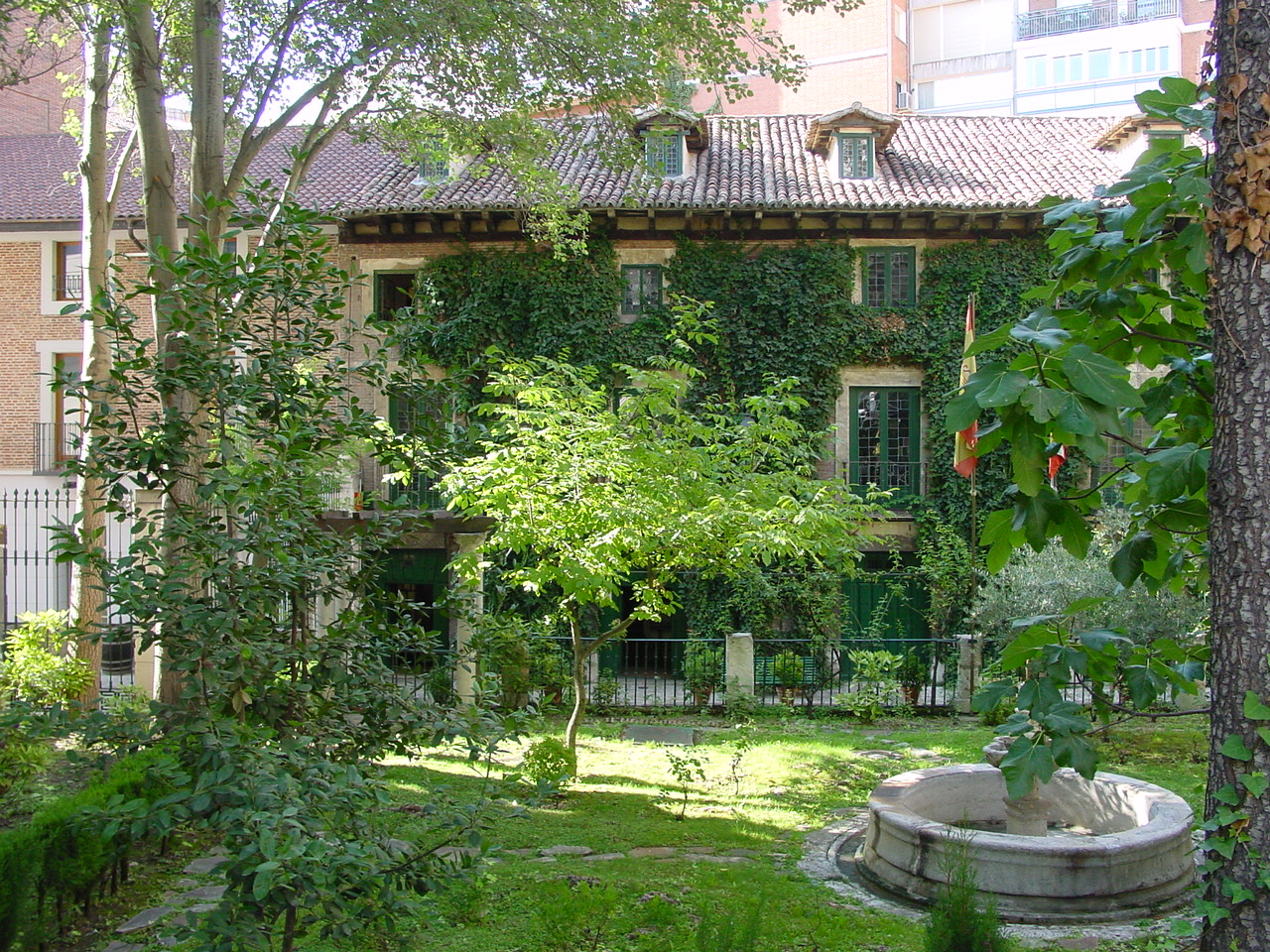
Cervantes háza Valladolidban

Az mindenesetre biztos, hogy Cervantes nehéz és kalandos élete Alcalá de Henares kisvárosában, egy kisnemesi családban kezdődött. Születése pontos idejét nem tudni, csak annyit, hogy 1547. október 9-én keresztelték meg a Santa María la Mayor-templomban. A hagyomány szerint szeptember 29-én, Mihály (Miguel) napján született. Édesapja anyai részről orvoscsaládból származott, de ő gyermekkora óta süket volt, ezért nem végezhette el azokat a szükséges stúdiumokat, amelyek abban az időben valakit orvossá tettek. Így aztán ugyan gyógyszerész és sebész volt, de nem számított igazi orvosnak . Cervantes édesanyja, Leonor de Cortinas hét gyermeknek adott életet, akik közül Miguel volt a negyedik.
1551-ben a család Valladolidba költözött. A következő évben Miguel édesapja, Rodrigo de Cervantes ellen adósság és fizetési kötelezettség elmulasztása miatt szomszédjai pert indítottak. Rodrigót először bebörtönözték, de végül nemesi jogán szabadlábra helyezték. 1553-ban egy rövid időre visszatért családjához, majd édesapjához, Juan de Cervanteshez költözött Córdobába. Az író nagyapja városi jogász volt, 1556-ban halt meg. Miután Rodrigo apja segítségével munkát szerzett az inkvizíció börtönében, családját is magához hívta Córdobába.
Miguel Córdobában, Alonso de Vieras akadémiáján kezdte meg iskolai tanulmányait. Tanárainak hamar feltűnt az irodalom iránt tanúsított nagy érdeklődése. Valamivel később a jezsuiták iskolájában folytatta tanulmányait. Ezekben a hónapokban találkozott először Lope de Rueda drámaíró színpadi műveivel. Lope de Rueda, a spanyol arany század színházának előfutára, nagy hatással volt az ifjú Cervantesre. Miután Rodrigo de Cervantes szülei meghaltak (édesanyja Leonor de Torreblanca 1557-ben hunyt el), a Cervantes család ismét útra kelt. Először Granadában, majd Sevillában telepedtek le. Miguel Sevillában is a jezsuiták iskolájában tanult. Tanára Acevedo atya volt, aki komédiáival szórakoztatta a diákjait. Az atya nagy hatással volt Miguel későbbi drámáira. Az ifjú író ekkor kezdte el írni első színházi darabjait.
1564. október 30-án Rodrigo de Cervantest kinevezték a város Szent Mihály Egyházközségének seborvosává. Még aznap írásos meghatalmazást adott feleségének a család ügyeinek intézésére. Ebből arra lehet következtetni, hogy Leonor de Cortinas Alcalában maradt gyermekeivel, Rodrigo csak Miguelt vitte magával Sevillába. 1566-ban a család Madridba költözött, amely nagy fellendülésben volt II. Fülöp uralkodása alatt. Cervantes ebben az időben írta első verseit. Egy évet tanult az Estudio de la Villa iskolában, amelyet a kor híres humanistája, Juan López de Hoyos vezetett. Juan López de Hoyos így emlékezett Cervantesre:" nuestro caro y amado discípulo" (szeretett és kedves tanítványunk). Ezután Rómába utazott, ahol Giulio Acquaviva d'Aragona (aki 1570-ben bíboros lett) szolgálatába állt. Cervantesnek egy utcai összetűzés miatt kellett Madrid városát elhagynia. Az Archivo de Simancasban talált dokumentumok szerint Miguel de Cervantes 1569-ben egy párbajban megsebesítette Antonio de Sigurát. E tette miatt a bíróság egyik kezének levágására és tíz év száműzetésre ítélte az írót. Cervantes előbb Sevillába, majd Rómába menekült. Még ez év decemberében megjelent López de Hoyos gyászkötete Erzsébet királyné haláláról és temetéséről Relación (Historia y relacion verdadera de la enfermedad, felicissimo transito, y sumptuosas exequias funebres de la Serenissima Reyna de España Doña Isabel de Valoys, nuestra Señora... Compuesto y ordenado por el Maestro Iuan Lopez [de Hoyos], Cathedratico del Estudio desta villa de Madrid) címen. A kötetben Cervantes négy gyászverse is szerepelt. Ezek az első nyomtatásban megjelent művei.

### Katonai pályán

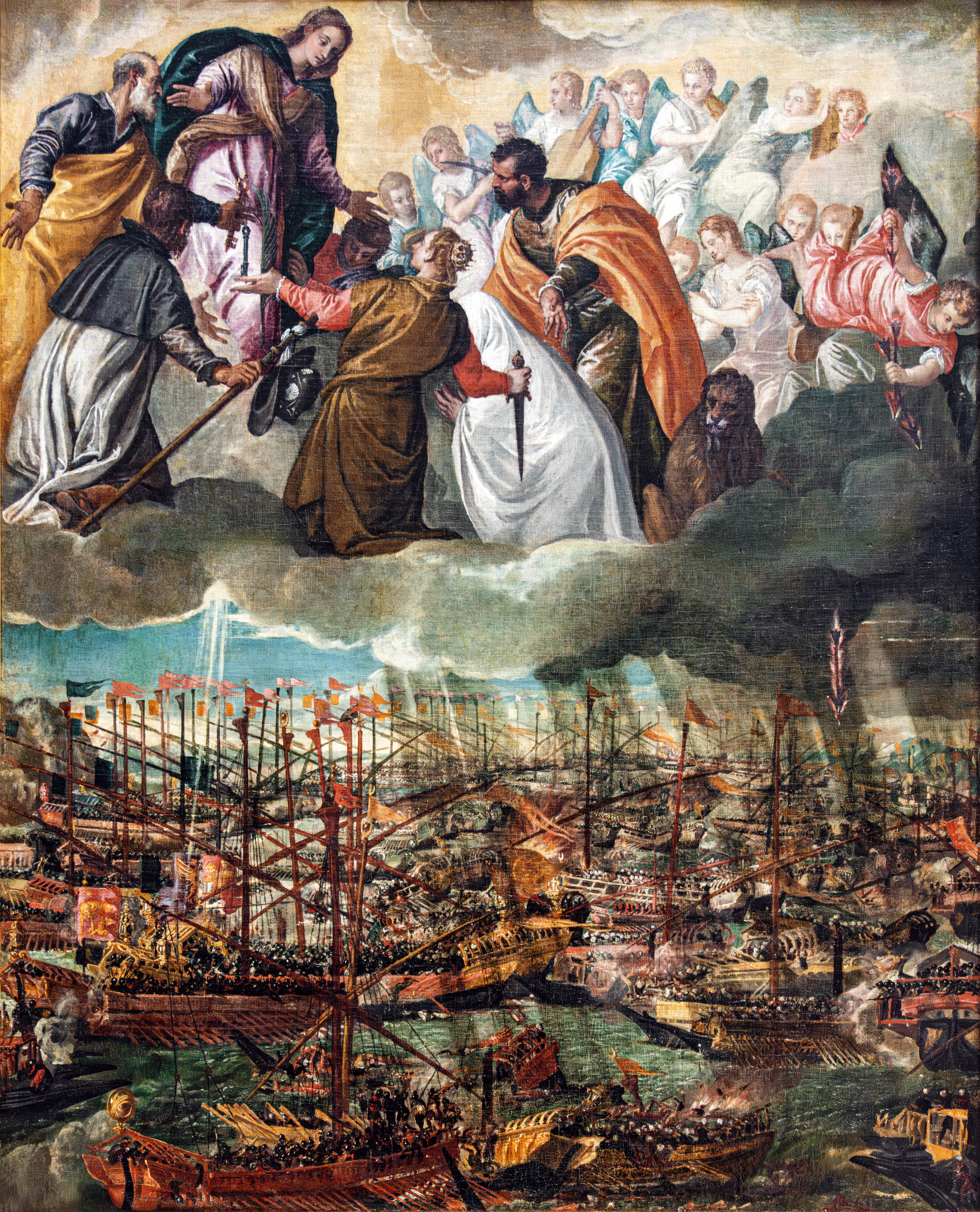
A lepantói csata (1572) körül

Itáliában Acquaviva kardinális asztali felszolgálója lett, ebben a minőségében járta be egész Itáliát. 1571-ben Miguel öccse, Rodrigo de Cervantes Itáliába érkezett Diego de Urbina századával, amelyhez Miguel is csatlakozott. Ezt bizonyítja Mateo de Santisteban Rodrigo de Cervantesről 1578-ban írt jelentése. A La Goleta felmentésére induló keresztény seregben szolgált 1571-ben, és még ebben az évben az író is részt vett a lepantói csatában is a Marquesa nevű gálya katonájaként. A harc során két helyen is megsebesült: „két muskétalövés által a mellkasán és a bal kezén”. Ennek következtében bal keze lebénult. Cervantes nagyon büszke volt a dicsőséges győzelemben vállalt szerepére, innen kapta ragadványnevét: el Manco de Lepanto (Lepanto rokkantja). A csata több művében is szerepelt.
A győzelem után hat hónapig Szicília szigetén, Messinában lábadozott, majd 1572 áprilisában folytatta katonai karrierjét. 1573-ban a Nápolyban állomásozó Don Manuel Ponce de León századában szolgált. Még ebben az évben rész vett Don Juan de Austria bizertei, korfui és tunéziai expedícióiban. Mindegyik expedícióban Manuel Ponce de León kapitány alatt szolgált.

### Az algíri fogság
Nápolyban Miguel és Rodrigo hajóra szállt, és az El Sol (A Nap) fedélzetén elindult Barcelona felé. A gályát azonban 1575. szeptember 26-án, Arnaut Mami vezetésével kalózok kerítették hatalmukba Costa Brava környékén, és a fivéreket Algírba szállították. Akkoriban ez bevett szokás volt, hogy az elrabolt személyekért búsás váltságdíjat kérjenek. 1576 áprilisában Cervantes apja megtudta, hogy fiai Algírban vannak fogságban, ezért pénzt kezdett gyűjteni a kiváltásukra, kevés sikerrel. A Királyi Tanácstól (spanyolul: Consejo Real) és a Kasztíliai Tanácstól (Consejo de Castilla) kért segítséget, de visszautasították. Ekkor Cervantes anyja, Leonor, felkereste a Keresztes Tanácsot (Consejo de la Cruzada), akik készségesen segítséget is nyújtottak neki, de az összegyűlt összeg nem volt elég a két testvér kiváltására. A mórok ugyanis úgy gondolták, hogy Miguel értékesebb fogoly, mivel fontos személyiségek (köztük Don Juan de Austria, a lepantói győztes) ajánlóleveleivel büszkélkedhetett, és 500 escudót kértek érte. Így 1577-ben csak Rodrigót tudták kiváltani, Miguelt pedig megpróbálták megszöktetni. Algírban a szökést halállal büntették. Cervantes négyszer próbált megszökni, és a kutatók azóta is azon vitatkoznak, hogyan tudta megúszni a kivégzést.
Rodrigo de Cervantes szeptemberben már Valenciában volt, ahol sikerült elérnie, hogy Valencia és Mallorca kikötőjéből indítsanak el egy-egy felfegyverzett fregattot Miguel és társai megsegítésére. Ezen felbuzdulva az író több keresztény társával együtt ismét megkísérelte a szökést. A mallorcai fregatt sikeresen el is jutott az algíri partokig, de a szökés végül nem sikerült, mert Cervantest egy áruló feljelentette. Miguelt elfogták, és az algíri pasa elé vitték. Az uralkodó előtt Cervantes minden felelősséget magára vállalt. Az író 1578 márciusában titokban Oránba küldött egy mórt egy Don Martín de Córdobának címzett levéllel, de a küldöncöt Orán kapujában elfogták, és Hasszán pasa karóba húzatta. A következő év októberében Cervantes, egy vezeklő renegát és Onofre Exarque, egy valenciai kereskedő segítségével, felfegyvereztetett egy tizenkét evezős fregattot, az akció azonban nem járt sikerrel, mert ismét feljelentették a kitervelőket. Ezúttal egy orvos, Juan Blanco de Paz jelentette a pasának a szökési kísérletet. Miguel, amint tudomást szerzett erről, azonnal megjelent Hasszán pasa előtt, és mindent magára vállalt. Ennek következtében ismét öt hónapnyi börtönre ítélték.
Végül 1580-ban, öt évi rabság és több sikertelen szökési kísérlet után, a trinitárius atyáknak sikerült kiváltaniuk Cervantest a fogságból. Rabsága később két művében is megjelenik: El trato de Argel és a Los baños de Argel. Cervantes még hazatérése előtt megírta jelentését az Algírban történtekről. December 18-án apja kérésére tájékoztatót adtak ki az író algíri fogságáról Madridban. Cervantes ekkor már több hónapja Valenciában tartózkodott.

### Kalandok Spanyolországban

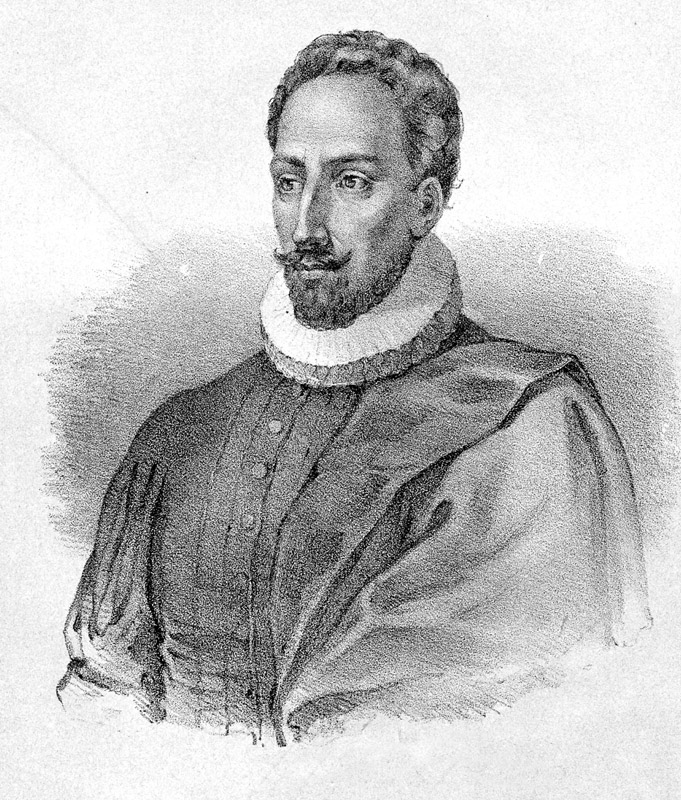
Litográfia Cervantesről

Az 1580-ban 500 escudóért szabadon engedett Cervantes visszatért Madridba, ahol felkereste a Kasztíliai Tanácsot. A tanács hivatali munkához juttatta. Apja ekkor már hatalmas adósságot halmozott fel. Rodrigo Alba hercegének, a Portugália ellen induló hadvezérnek szolgálatába állt. Miguel a királytól kért anyagi segítséget. II. Fülöp spanyol király május 21-én Tomarban két alkalommal is parancsba adta, hogy Cervantesnek száz dukátot adjanak, az összeg felét pedig előlegként fizessék ki neki. Ezután május végén és júniusban Miguel Cartagenán át Oránba utazott.1584-ben feleségül vette a nála 18 évvel fiatalabb Catalina de Salazar y Palaciost, egy jómódú paraszt leányát. A frigy gyermektelen maradt, de Cervantesnek már volt egy Isabel de Saavedra nevű lánya egy kocsmárosnéval (Ana Franca de Rojas vagy Ana de Villafranca) fennálló korábbi viszonyából. Isabel először az édesanyja férjének a családnevét kapta meg, majd anyja halálakor Cervantes nővérénhez, Magdalenához került. Isabel csapodár életmódjával sok gondot okozott apjának.
1585-ben Alcalá de Henaresben jelent meg első nagyobb terjedelmű prózai műve, a Galatea, melynek kiadását Blas de Robles finanszírozta. A Galatea nagy sikert aratott, és öt évvel később újra kiadták. 1587-ben Cervantes ismeretlen okokból különvált feleségétől, majd Sevillába költözött, ahol terménybehajtó lett Antonio de Guevara udvari beszállító megbízásából. Ilyen minőségében lefoglalta néhány écijai javadalommal rendelkező kanonok gabonáját, amiért Sevilla fővikáriusa kiátkozta. A következő két évben újabb hivatali megbízásokat teljesített Écijában és más vidéki városokban. 1590-ben kérvénnyel fordult II. Fülöphöz, amelyben felsorolta szolgálatait, és arra kérte az uralkodót, hogy juttassa őt valamilyen tisztséghez az Indiákon, de kérvényét az Indiák Tanácsa elutasította. 1591-ben Granadában teljesített szolgálatot, majd decemberben Montillában élt. 1592. szeptember 19-én Castro del Ríóban bebörtönözték, amiért lefoglalta a helybéli kanonokok búzáját. A börtönből december 15-én óvadék ellenében szabadulhatott.
Az 1590-es években több színtársulat is játszotta már drámáit. Drámaíróként Cervantes is jelentősen hozzájárult a mai értelemben vett színház kialakulásához. 1590-ben ismét megpróbált a Nyugat-Indiákra utazni, de kérvényét megint elutasították. Ekkor írta több ismert novelláját, a Don Quijote közvetlen előzményeit. 1593-ban meghalt Cervantes anyja, Leonor de Cortinas. Az író még ugyanebben az évben megjelentette Los celos (A féltékenység) című románcát, amelyre később is büszke volt. 1594-ben adószedő lett. Nem sokkal ezután ismét Granadában dolgozott, majd visszatért Sevillába. Adóbeszedőként Simón Freire kereskedőnél helyezte letétbe a beszedett adókat, aki hamarosan csődbe ment. Ezután Cervantest megvádolták, hogy ellopta a beszedett pénzt, a hatóságok börtönbüntetésre ítélték. Nem tudni pontosan mikor szabadult, csak azt, hogy 1597-ben börtönözték be, és 1598-ban már szabadlábra helyezték Sevillában. A Don Quijote első részét ezekben az években írta a városban, amelyet 1600-ban hagyott el, és Toledóban élt két évig, majd Esquiviasban telepedett le, ahol újabb két évet töltött. 1604-ben Valladolidba, III. Fülöp udvara közelébe költözött, 1606-ban pedig végleg letelepedett Madridban.

### Utolsó évei

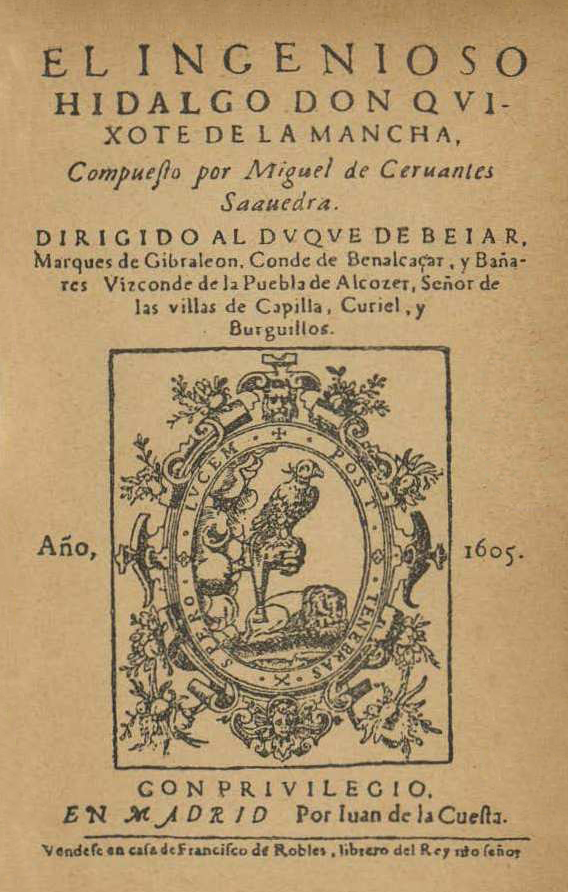
Az 1605-ben, első ízben kiadott Don Quijote

Cervantes utolsó éveiben is pénzügyi nehézségekkel küszködött, és a hatóságok is sok kellemetlenséget okoztak neki. Amikor ugyanis egy Gaspar de Ezpeleta nevű nemesembert halálosan megsebesítettek a valladolidi háza előtt (itt ma Cervantes-emlékház működik). Akkoriban ez nem lakóház volt, hanem egy kültelki fogadó, ahol az író és nőrokonai szállást béreltek. Cervantest megvádolták, hogy köze volt a gyilkossághoz. Akkoriban lánytestvéreivel, unokahúgával és törvénytelen lányával élt együtt. Valószínűsíthető, hogy a nőknek lehetett valami köze ehhez a halálesethez, de az írót emberölésért börtönbe zárták.
1604 december végén adta ki a Don Quijote első kötetét, amely hamar nagy sikert aratott. 1605 márciusában kiadták a regényt Portugáliában és Aragóniában, majd nem sokkal később Kasztíliában is. Portugáliában három kiadást ért meg a könyv. Még a Nyugat-Indiákon is volt érdeklődés Cervantes új regénye iránt, az álarcosbálokon az emberek Don Quijoténak és Sancho Panzának öltöztek. 1607-ben Quijote címen Brüsszelben adták ki a Don Quijotét, egy évvel később pedig Madridban. 1612-ben Thomas Shelton angolul jelentette meg a regényt. César Oudin 1611-ben francia nyelvre kezdte el fordítani, amelyet 1614-ben fejezett be. A könyvet csak 3 évvel később, 1617-ben adta ki a fordító.
Cervantes 1608 februárjában visszatért Madridba, ahol először a Magdaléna utcában lakott, majd a León utcába költözött, amelyet akkoriban a múzsa utcájának is neveztek. Itt élt Lope de Vega, Francisco de Quevedo és Vélez de Guevara is. 1612-ben az Uertas utcába költözött, majd három évvel később a León és a Francos utca sarkán lévő házba tette át a székhelyét. Az író utolsó éveiben Madridban tartott fent állandó lakhelyet, de néha Alcalába és Esquiviasba is elutazott. 1610 tavaszán Lemos grófjával akart találkozni Nápolyban, de ez végül nem sikerült. Ezekben az években családi tragédia is érte az írót: 1609 októberében meghalt nővére, Andrea, hat hónappal később unokája, Isabel Sanz és 1610 januárjában másik lánytestvére, Magdalena is. Cervantes ezután elhatározta, hogy vallásos életet fog élni. 1609-ben tagja lett a Congregación de los Esclavos del Santísimo Sacramento szervezetnek, annak ellenére, hogy eleinte semmit sem tudott arról, hogy milyen kötelezettségei vannak a tagoknak (napi lelki gyakorlatok, énekek, kórházi gyógyítások). 1613 júliusában, néhány évvel a halála előtt novícius lett.
Ebben az időben fejezte be a Novelas ejemplares novellakötetét. A kötet néhány darabját, mint a Rincót, a Cortadillót vagy a Szerelmes Extremandurát, valószínűleg utazásai során írta. Valladolidban írhatta a Beszélgetés a kutyákkal, a Cigánylány (spanyolul: La Gitanilla) című műveket. Az utóbbiban az intoleranciára hívta fel a figyelmet. Novellás kötetét Juan de la Cuesta nyomdájában adta ki 1612-ben. A kötet hamar nagy sikert aratott. Tíz hónappal az első kiadás után már negyedszer adták ki, összesen 23 kiadást élt meg a század végéig, François de Rosset és Vital d'Audiguier 1615-ben lefordította franciára, és francia nyelven a kötet még további nyolc kiadást élt meg a 17. században.

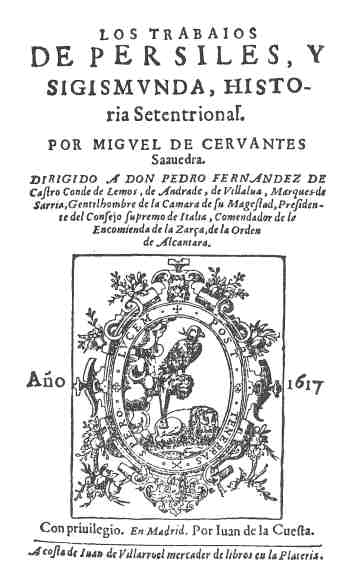
Los Trabajos de Persiles y Sigismunda első kiadása

1613-ban kezdte el írni az Utazás a Parnasszusra című művét, amelyet az utókor a legjelentősebb költői alkotásának tart. II. Fülöp halála után a színházakat bezáratták, és amikor III. Fülöp újra kinyittatta őket, a spanyol színjátszás nagy fellendülésnek indult. A fiatal drámaírókat több híres író és művészetpártoló csoportosulás is támogatta, többek között Lope de Vega, aki 1609-ben kiadta az Arte nuevo de hacer comedias című, a fiatal kollégái műveit tartalmazó kötetet. A Don Quijotéban Cervantes bírálta Lope de Vegát, ezért a két író kapcsolata ezekben az években megromlott. Minden bizonnyal ez is közrejátszott abban, hogy a madridi színházak elutasították Cervantes drámáinak bemutatását. Az Utazás a Parnasszusra függelékében Cervantes elmondja, hogy komédiái csak könyvben jelenhetnek meg, színházban nem játszották őket. Vígjátékainak gyűjteményét 1615 szeptemberében adta ki 8 komédia és 8 új közjáték címmel, Juan de Villarroel nyomdájában.
Még a Don Quijote első kötetében megemlíti, hogy folytatni fogja a történetet, aztán végül csak tíz év múlva jelentette meg a Don Quijote második részét, miután a tordesillasi Alonso Fernández de Avellaneda kiadta az első kötet folytatását. Martín de Riquer nem sokkal megjelenése után részletesen elemezte a szöveget. Elemzésében többek között azt állapította meg, hogy a hamisítványban szereplő Jerónimo de Pasamonte a Don Quijote első kötetének 32. fejezetében Jines de Pasamonte néven szerepel. A hamis Don Quijotét sokáig Lope de Vegának tulajdonították, amiért Cervantes bírálta őt a Don Quijote első részében.
Cervantes a Don Quijote második részének előszavában megemlítette, hogy értesült róla, hogy már más valaki megírta helyette a nemes lovag történetének folytatását, ezért a történet második része a főhős halálával fog végződni. Ezzel kívánta elejét venni annak, hogy valaki ezután is továbbírja a történetet. A második kötet elején Sancho Panza hírül viszi gazdájának, hogy egy spanyol író már megírta hőstetteiket. Aztán a regény közepén van egy jelenet, ahol Don Quijote értesül arról, hogy valaki már megírta kalandjaik folytatását is. Beleolvas történetük második részébe, és kikel magából, amiért valaki meghamisítva merte papírra vetni hőstetteit. Cervantes Don Quijotéjének második kötete 1615 novemberében jelent meg.
Az író a következő évben hunyt el, három nappal azután, hogy befejezte a Lemos grófjának ajánlott regényét, a Persiles és Sigismunda hőstetteit (Los Trabajos de Persiles y Sigismunda).
2015 márciusában egy kutatócsoport bejelentette, hogy megtalálták Cervantes temetkezési helyét, mely addig ismeretlen volt az utókor számára. A madridi Trinitarias kolostor kriptájában több különböző személy csontját is megtalálták, akiket vele együtt temethettek el.

## Irodalmi munkássága

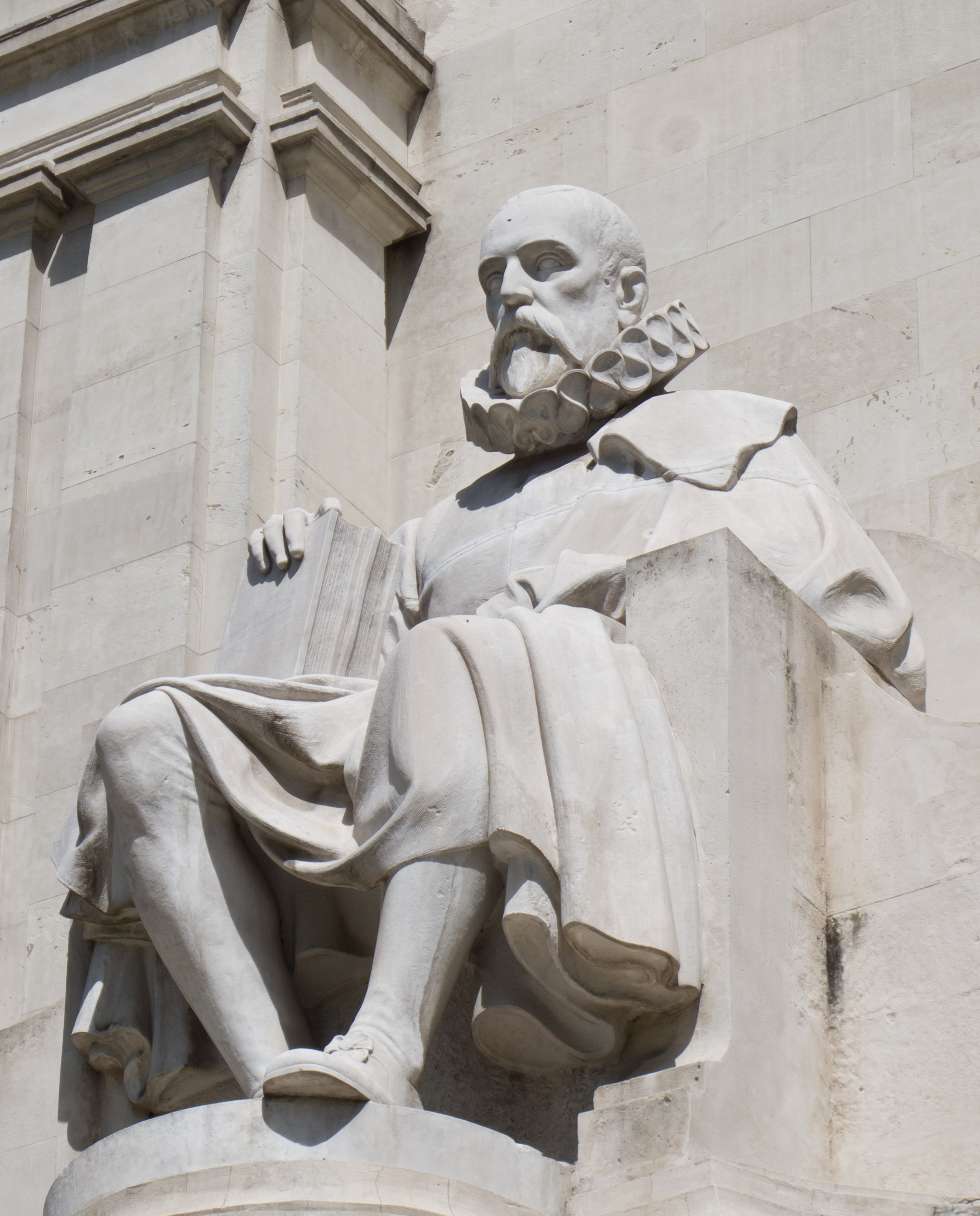
Miguel de Cervantes szobra a madridi Spanyol téren

Cervantes költő, drámaíró és prózaíró volt egy személyben. Életműve átmenetet képez a reneszánsz és a barokk között. Művei a spanyol barokkot a legmagasabb színvonalon képviselik, de az itáliai reneszánsz írók is nagy hatással voltak munkásságára.

### Költői munkássága
Cervantest a kortársak nem tartották számon költőként, annak ellenére sem, hogy első alkotói korszakában szinte kizárólag verseket írt. Ma is csak középszerű költőnek tekintik. Költőként Petrarca, Boccaccio és Ariosto voltak a példaképei. Verseit két nagy csoportba lehet osztani, ezekben keverednek a barokk és a reneszánsz stílus jegyei:
- olasz minták nyomán írt versek,
- hagyományos versek.

Tematikus csoportosítás szerint verseinek felosztása:
- pásztor és szerelmes versek,
- alkalmi versek,
- nemzeties érzelmű versek,
- versek a költészetről és költőkről.

A verseiben és a prózai műveiben is megfigyelhetőek a bukolika jellemzői. Pásztori költeményei általában szerelmi történeteket dolgoznak fel. Alkalmi verseiben a kortársakról és az akkori eseményekről írt. Cervantes költőként elsajátította a korabeli európai versformák szinte mindegyikét: írt szonetteket, verselt oktávákban és tercinákban, de a nyugat-európai időmértékes verselést is alkalmazta.

#### Pásztor- és szerelmes versek
Cervantesre nagy hatást gyakoroltak az olasz költők a Galatea írása közben is, majd később a Don Quijote első részének írásakor. Bukolikus verseiben a pásztorfiúkon és lányokon keresztül mutatta be érzelmeit, gondolatait. A pásztorversekben az idealizált pásztorok és pásztorlányok világát egyfajta szerelemkultusz hatja át. A Galateának az alaphangulatát a viszonzatlan szerelem miatt érzett harag, féltékenység, aggodalom, kétségbeesés, bizonytalanság és remény határozza meg. A kötet verseiben a pásztorlányok és ruháik a szépséget, a szűziességet és a tökéletességet szimbolizálják. A Don Quijotéban is találhatók pásztorversek. A Griostom versekben az olasz reneszánsz hatása érezhető, amely motívumait az ókori művekből és mitológiai történetekből vette. Cervantes archaizáló költői nyelvet, holt nyelvekből vett szavakat használt, így bővítve a spanyol szókincset.

#### Alkalmi versek
A korabeli spanyol irodalomban az alkalmi vers egy olyan reprezentatív műfaj volt, amely jeles eseményeket örökített meg, illetve híres vagy nemes emberek tetteit, személyiségét foglalta versbe. Cervantes is írt ilyen típusú költeményeket, amelyeket Juan Rufnak, Lope de Vegának és több más személynek ajánlott. Voltak köztük szatirikus darabok is, mint az Al túmulo del rey Felipe en Sevilla vagy az A un valentón metido a pordiosero.
Az önéletrajzi témájú Epístola a Mateo Vázquez című verset Mateo Vázqueznek, II. Fülöp titkárának írta az algériai fogság idején. A költeménnyel az volt a célja, hogy megnyerje II. Fülöp támogatását ő és több társa kiszabadítása érdekében. A vers két különböző stílusban íródott. Az egyik hivatalos, a másik hétköznapi, amilyet Cervantes is használt. A versben az író kifejezi hűségét a spanyol udvar és hadsereg iránt.
Nemzeti, hazafias verseit prózai műveibe illesztette bele. Például a Cigánylány (spanyolul: La Gitanilla) című műben a nemzeti karaktereket mutatta be néhány versen keresztül. E versek versformáit az általa jól ismert népi költészetből kölcsönözte.
Cervantes költői életművében jelentős helyet foglalnak el a költőkről szóló költemények. Ezek közül kettő emelkedik ki: a Kalliopé éneke, amelyet a Galateaba illesztett bele, illetve az Utazás a Parnasszusra. A Kalliopé éneke egy dicséretes, szertartásos, lírai-epikus vers, patetikus hangvételben. Calliope nimfa egy eszményített pásztori környezetben és egy másik, idealizált pásztor és pásztorlány társaságában van, akik dicsőítve énekelnek Cervantes költőtársairól. Versformája ottava rima: nyolcsoros jambikus, abababcc rímképletű stanzákból áll, szám szerint 111-ből, 11 nagyobb egységre osztva, tiszta rímekkel. A mű nem Cervantes kézírásában, hanem a kortársak másolataiban maradt fenn (Lope de Vega, Luis de Góngora y Argote). Cervantes három évtized múlva egy témájában hasonló verset írt, amelynek a címe az Utazás a Parnasszusra.

#### Utazás a Parnasszusra

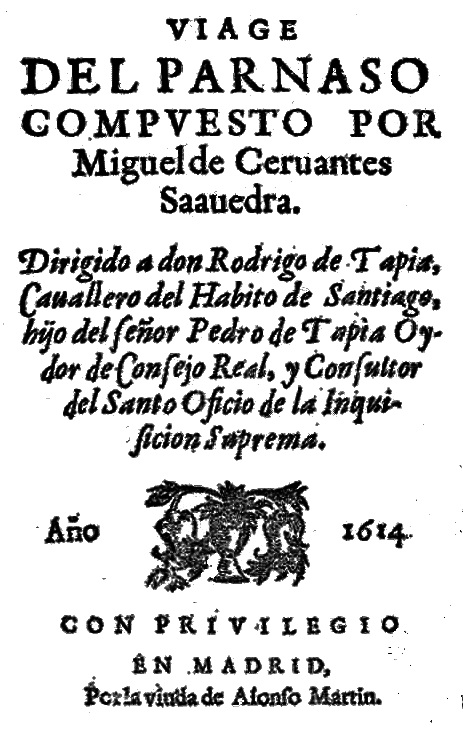
Az Utazás a Parnasszusra című mű kezdőlapja

Cervantes egyik legjelentősebb verses alkotása a Viaje del Parnaso (Utazás a Parnasszusra) című allegória (1614), amelyben jóindulatú, ám meglehetősen unalmas áttekintést nyújtott kortársai művészetéről. Ez a szatirikus-didaktikus, nyolc fejezetből álló vers tercina formában íródott, és a Kalliopé énekéhez hasonlóan a kor költőit és költeményeit kritizálta. Ebben a versben, több spanyol költő Merkúrral Apollónhoz siet, aki a Parnasszus hegyén várja őket. A költeményre a szatirikus hangvétel jellemző, és kritikával él Merkúr kísérőivel szemben, akik „költő” név alatt haszontalanságokat írnak. Cervantes sokszor említi az érmét, amelynek két oldala van, amit ő poetambrének említ. A poetambre egy összetett szó, annyit tesz, mint költői éhség. Ebből a költeményből egyértelműen kivehető, hogy Cervantes csalódott a költőkben, de a költészetben nem.
A önéletrajzi elemek ebben a versben különösen fontosak, bár Cervantes teljes életművére jellemző az önéletrajzi fogantatás. Egyes szám első személyben, de visszafogott és szerény módon írta a Parnasszust, hogy elhelyezze magát a sok költő között, de egyúttal ki is tűnjön közülük.

### Drámai munkássága
Cervantes 1580 és 1587 között nagy munkabírással írta színpadi műveit, a színházak rendre be is mutatták darabjait. Ebből az időszakból két színpadi műve maradt fenn: a mórok fogságában szerzett élményeit feldolgozó Algériai kaland (spanyolul: El trato de Argel) című vígjáték és a Numantia bukása (spanyolul: El cerco de Numancia) című tragédia. 1587 után felhagyott a drámaírással, noha Lope de Vega színre lépésével, és az új stílusú komédiák bemutatásával a színházi élet felvirágzott. Hosszú szünet után, 1615-ben jelentkezett ismét színpadi művekkel. Ekkor jelentette meg a 8 komédia és 8 új közjátékot, amelyeket Lope de Vega ötletei alapján írt. Saját közlése alapján Cervantes mintegy húsz-harminc drámát írhatott, de ebből csak tíz darab maradt fenn, a többit csak címről ismerjük.

### AzAlgíri kalandés aNumantia bukása
Az Algíri kaland teljes címe: Komédia az algíri kalandról Miguel de Cervantestől, aki hét évig volt rab ott (spanyolul: Comedia llamada El trato de Argel hecha por Miguel de Cervantes, que estuvo cautivo en él siete años). Az irodalomtörténészek úgy gondolják, hogy 1580 nyarán, algíri rabságát követően írhatta ezt a saját élményeiből építkező művet.
A Numantia bukása az antik drámaírási hagyományokat követő, klasszikus tragédia, amely az i. e. 2. században játszódik a római fennhatóság alatt álló Ibériai-félszigeten. A mű jóval a keletkezése után, első megjelenésekor, 1784-ben lett népszerű.
Numantia lakosai, miután legyőzték őket a Scipio vezette rómaiak, öngyilkosságot követtek el, hogy ne kerüljenek az ellenség kezére. Ezt az eseményt több krónika is megörökítette, Cervantes előtt már számos irodalmi alkotás is feldolgozta a történetet, de ő az egyes emberek sorsán keresztül mutatta be a várost ért megpróbáltatásokat. A tragédiának nincs főhőse, Numantia mint kollektív hős jelenik meg. A cselekmény a város ostromának utolsó napjait mutatja be, ahol a bizonytalanság és az éhínség döntésre kényszeríti a lakókat: megadás vagy dicsőséges halál. Cervantes az egyes embereken keresztül mutatja be az ostrom idején elszenvedett megpróbáltatásokat. A mű tetőpontja, amikor Marcino, a mágus megjósolja a jövőt, Numantia pusztulását, ezért a közösség öngyilkos lesz, és a rómaiak egy halott várost vesznek be, amelyet aztán lerombolnak. Ekkor Cervantes ismét visszatér az ostrom történetéhez, és bemutatja a Bariat gyerekeket, akik a falakon harcolnak. Scipio szabadságot és gazdagságot ígér nekik, ha megadják magukat, mert neki elég egy rab is, hogy győztesként kerüljön ki a csatából, azonban a gyerekek inkább megölik magukat, mintsem elárulják városukat. Ebben a tragédiában is megjelennek az ún. erkölcsi alakok, a háború, az éhínség, a becsület és Spanyolország dicsősége. Cervantes Numantiát olyan ősi hős városnak írta le, amelynek példáját követni kell Spanyolországnak is. Sok kritikus szerint ez a mű minden idők legjobb spanyol tragédiája.
A Numantia ostromát nem adták ki nyomtatásban Cervantes életében. Első kiadása 1784-ben jelent meg, majd százötven év múlva, 1937-ben adták ki újra Párizsban. Azóta pedig Saguntban 1949-ben, Franciaországban 1952-ben, 1953-ban és 1955-ben, Madridban 1956-ban és 1966-ban, Párizsban 1958-ban és 1965-ben.

### 8 komédia és 8 új közjáték
Élete végén Cervantes fejet hajtott Lope de Vega új stílusa előtt, és utolsó vígjátékait a nagy kortárs esztétikai előírásai szerint vetette papírra. De a madridi színházak ezeket a darabokat sem voltak hajlandóak bemutatni, így Cervantes végül könyvalakban jelentette meg utolsó színpadi műveit. Az 1615-ben kiadott 8 komédia és 8 új közjáték műveinek nagy része valószínűleg az író korábbi munkái közül került ki, amiket hozzáigazított az új drámai eszményekhez. A darabokban több közös motívum figyelhető meg (rabság, szerelem stb.).
Három színdarab témája kapcsolódik az író algíri fogságához. Az algériai börtönök témája a vallás megóvásáért vívott harc, a szerelem a különböző felekezetű emberek között, illetve a rabok és a fogvatartóik között. A bátor szívű spanyol című komédia is egy önéletrajzi mű, amiben a drámai hatás fokozása kedvéért áltörténeti elemeket alkalmazott.
Erős olasz hatás alatt születtek A féltékenység háza és a Szerelmi labirintus című darabok. A Pedro de Urdemalas című pikareszk komédia az egyik legsikeresebb Cervantes-vígjáték. A sok alantas munka után Pedro úgy dönt, hogy színész lesz, mert úgy tűnik neki, hogy az az egyetlen hivatás, amiben megtalálhatja a boldogságot. A Szerencsés bukott ember a szentek komédiájának műfajához tartozó darab (spanyolul: comedia de santos). A főhős, Cristóbal de Lugo történelmi alak, aki szerzetes lesz és Amerikában, a mai Mexikó területén éli le az életét. A főhős, miután hátrahagyja bűnös életét, megküzd annak kísértéseivel, hogy aztán a hit, az erény győzedelmeskedjen a bűn felett.
A Vicces komédia az egyetlen intrikus vígjáték a gyűjteményben. A Lope de Vega által felállított szabályok szerint írt műben két azonos nevű hölgy miatt tör ki a konfliktus. Az intrikus komédiák egyik jellemzőjeként a mellékszereplők többet szerepelnek és többet tesznek a cselekmény előre mozdításáért, mint a főhősök. Végül azonban Cervantes a szokásokkal szemben nem esküvői jelenettel fejezte be darabját.
Cervantes többször szerepeltetett entremést, rövid, vidám közjátékot a komédia első és második része között. Közjátékai a maguk korában Spanyolország-szerte nagy népszerűségnek örvendtek, de e művei nagy része nem maradt fenn az utókor számára, illetve a fennmaradtak ma nem tartoznak az író ismertebb művei közé. Ezekre a darabokra Lope de Vega rövid nemzeti művei, a pasók hatottak. Cervantes entreméseinek főhőseit a valós életből választotta, akiket olykor ironikusan, olykor szatirikusan, olykor keserűen írt le. Vallási témát dolgoz fel a Polgármester-választás Daganzóban (spanyolul: La elección de los alcaldes de Daganzo), házassági vitákról szól a Válások bírója (spanyolul: Juez de los divorcios), a féltékenység, az öregember és a fiatal lány házassága a témája Az öreg féltékenysége című műnek (spanyolul: Viejo celoso). A város őre egy exkatonáról szól, aki nem tud visszailleszkedni a normális életbe (spanyolul: La guarda cuidadosa). De Cervantes entremései pikareszk témákat is feldolgoztak: ilyenek a Bűnös özvegy (spanyolul: Rufián viudo llamado Trámpagos) és a Salamanca barlangja című darabok (spanyolul: La Cueva de Salamanca).

### Prózai művek

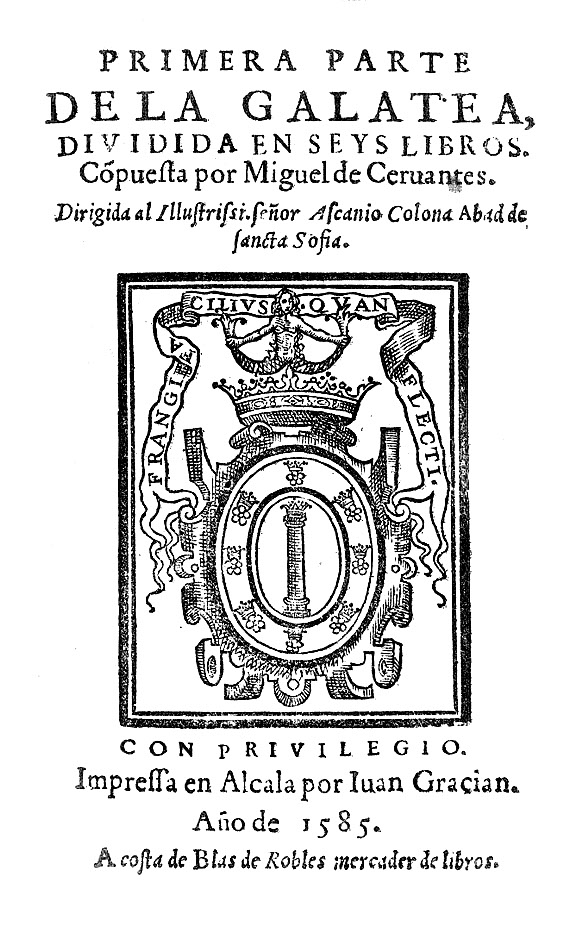
A Galatea címlapja

Cervantes 1580-ban Andalúziában kezdett el prózai műveket írni, és elsősorban prózaíróként sikerült beírnia a nevét a világirodalom történetébe. Őt tartják az első modern regényírónak Európában. Korai költeményei után a reneszánsz bukolikus irodalom felé fordult, és megírta a Galatea (1585) című pásztorregényét.

#### Galatea
A Galatea volt Cervantes első regénye, az 1585-ben írt kötet kiadását Blas de Robles finanszírozta és Juan Gracián jelentette meg. A pásztorregény műfajához tartozó mű a szerelmes pásztor, Elisia szemszögéből mutatja be Galatea szép és erényes gondolkodásmódját. Ezek a tulajdonságok a reneszánsz tipikus filozófiai témái. A regényben a neoplatonista szerelmi koncepció jelenik meg, amelyet Cervantes Judah Leon Abravaneltól vett át, és a Szerelmi párbeszéd műben is alkalmazott.

#### Novelas ejemplares

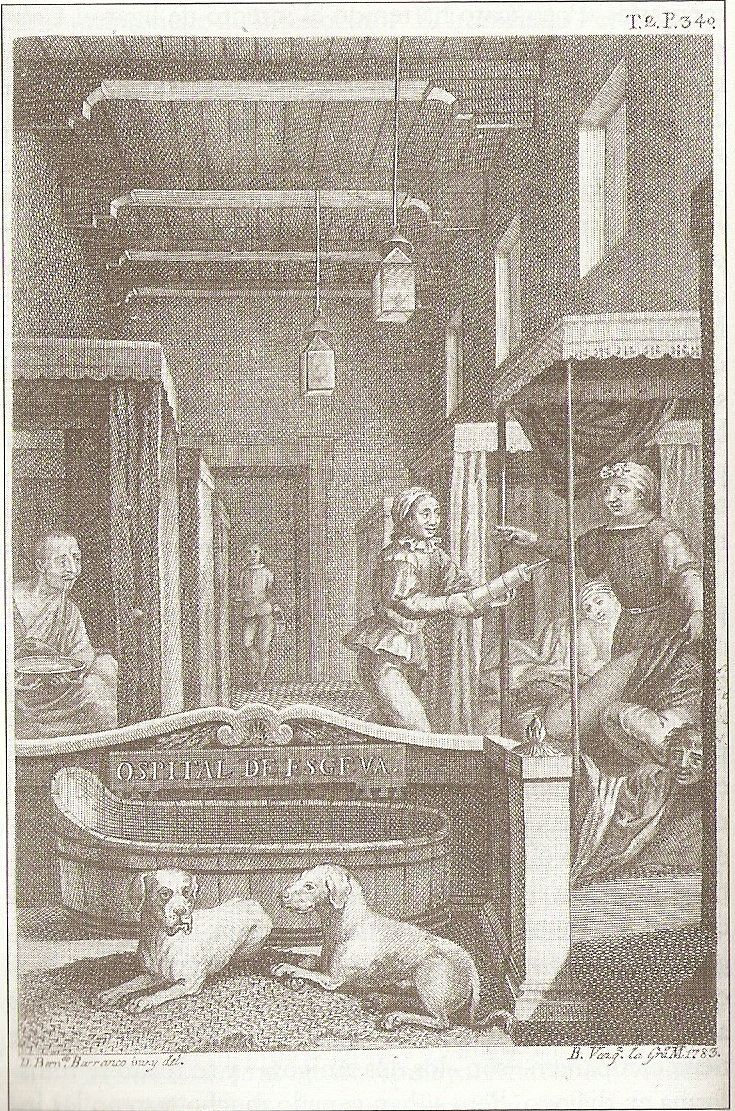
Kutyák beszélgetése. Illusztráció az első kiadásból

A Novelas Ejemplares (1613, Válogatott novellák, magyarul Példás elbeszélések címen jelent meg) című kötet Cervantes legjobban sikerült tizenkét kisprózai művét tartalmazza. A novella kisprózai műfaját Cervantes honosította meg a spanyol irodalomban. Elbeszéléseit olasz minták alapján írta, a legnagyobb hatással Giovanni Boccaccio Dekameronja volt rá. A Novelas Ejemplares írása közben a Dekameront használta mintának a kötet szerkezetének kialakítása során, ezenkívül témákat és párbeszédeket is átvett Boccaciótól, de az olasz író idézeteit és a megjegyzéseit minden átemelt részben elhagyta. Olasz hatásra alkalmazott moralizáló elemeket is, de a műveiben mindig spanyolokat szerepeltetett. A reneszánsz idealizálás helyett a Cervantes-novellákban a történet a fontos. Nem az idealizált lényeket keresi, inkább az erényeket idealizálja.
A 12 novella:
| 1. Cigánylány (La Gitanilla) 2. Nagylelkű udvarló (El amante liberal) 3. Rinconete y Cortadillo (Rinconete y Cortadillo) 4. Az angliai spanyol lány (La española inglesa) 5. Az üvegdiák története (El licenciado Vidriera) 6. A vér ereje (La fuerza de la sangre) | 1. Az extrém féltékenység (El celoso extremeño) 2. Mosogatóhíresség (La ilustre fregona) 3. Két lány (Las dos doncellas) 4. Cornélia asszony (La señora Cornelia) – magyarul Cornélia Di Bentivoglio története címen jelent meg 5. A csalás házassága (El casamiento engañoso) 6. Kutyák beszélgetése (El coloquio de los perros) |

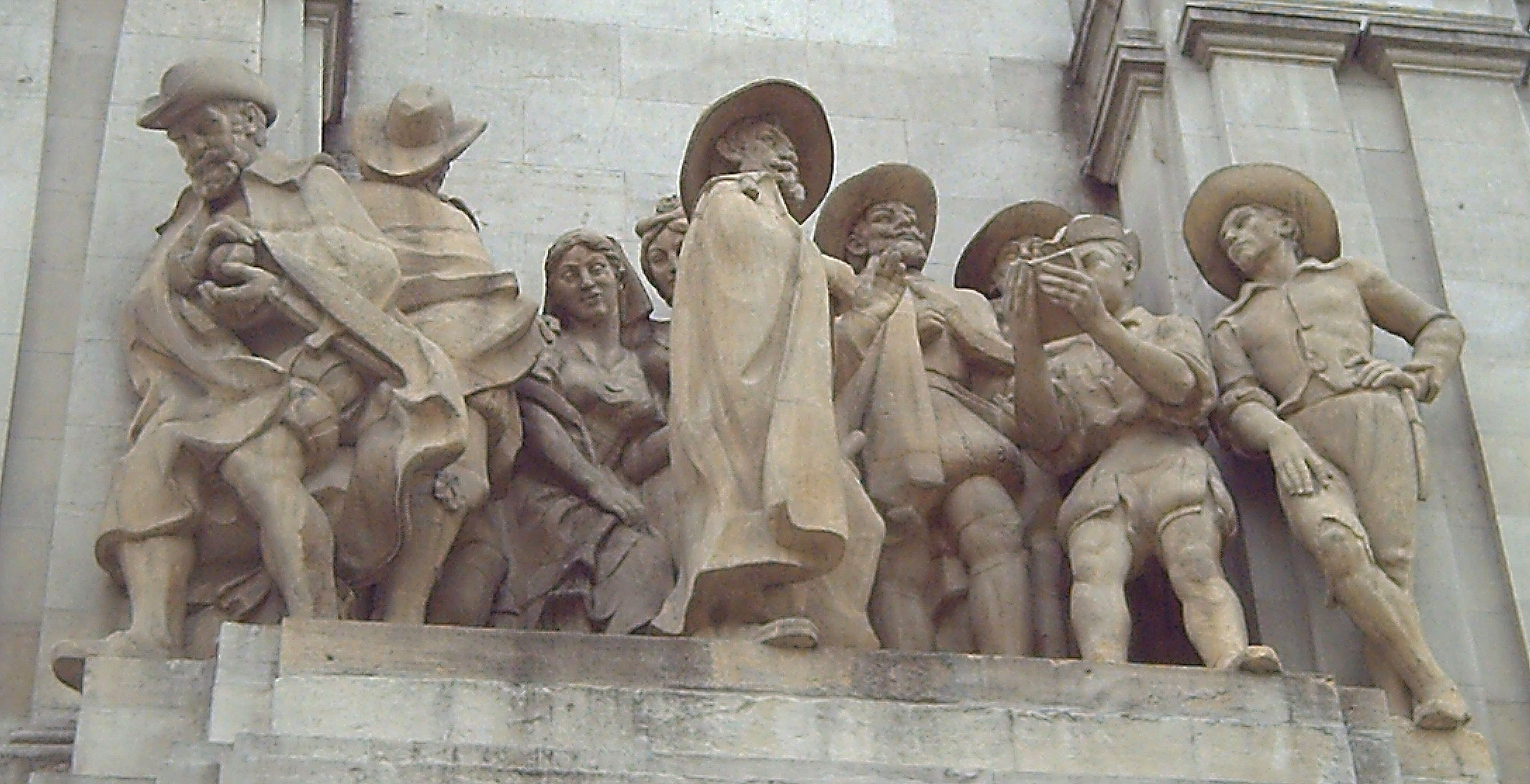
Rinconete y Cortadillo (a madridi Spanyol téren)

A Nagylelkű udvarló, a Két lány, a Cornélia Di Bentivoglio története, A vér ereje és Az angliai spanyol lány műfaja novella, amelyekben a szerelmi téma dominál (kifinomult vagy brutális csábítás, viszonzatlan vagy titkos szerelem, féltékenység, szépség és erény stb.). A szerelmi témán kívül több, – a korabeli prózai művekre jellemző – cselekményelem is megjelent a novelláiban: hajótörés, mérgezés, árulás, párbajozás, rabszolgaság stb.). A történetek Törökországban, Spanyolországban, Itáliában, Angliában játszódnak. Minden elbeszélés azzal ér véget, hogy a szerelmesek házasságot kötnek.
A Rinconete y Cortadillóban, A csalás házasságában és a Kutyák beszélgetésében a pikareszk regény elemei dominálnak. A gyűjtemény legjobbjának a Rinconete y Cortadillot szokták tartani az irodalomtörténészek. A novella két ember életének egy rövid időszakát mondja el előzmény és következmény nélkül. Cselekménye Sevillában játszódik. A történet pikareszk regény felé közelíti a munkanélküliek, tolvajok, orgyilkosok és prostituáltak szerepeltetése. Cervantes a novella vidám alaphangulatát pikareszk zsargonszavakkal fejezte ki. Komikussá tett bizonyos helyzeteket azáltal, hogy rosszul tanult és használt idegen szavakat alkalmazott, amivel kigúnyolta kortársait. A csalás házassága (El casamiento engañoso) és a Kutyák beszélgetése (El coloquio de los perros) című műveket társnovelláknak tekintik az irodalomtörténészek. Az első rész, A csalás házassága, olyan emberekről szól, akik csalással próbálnak anyagi haszonra szert tenni. A két főszereplő a szegény katona és a szegény hajadon álnéven mutatkoznak be egymásnak, majd összeházasodnak. A katona mindig első szám első személyben beszél, maga az elbeszélés igen részletes. Ezek a pikareszk regény jellemzői. A második rész, a Kutyák beszélgetése egy kórházban játszódik, ahova egy ifjú a rövid házasságából származó betegsége miatt került. Egy éjszaka nem tud aludni, ezért két kutya beszélgetését hallgatja. Berganza kutya a saját életéről mesél, amelyen keresztül a spanyol társadalom jelenik meg.

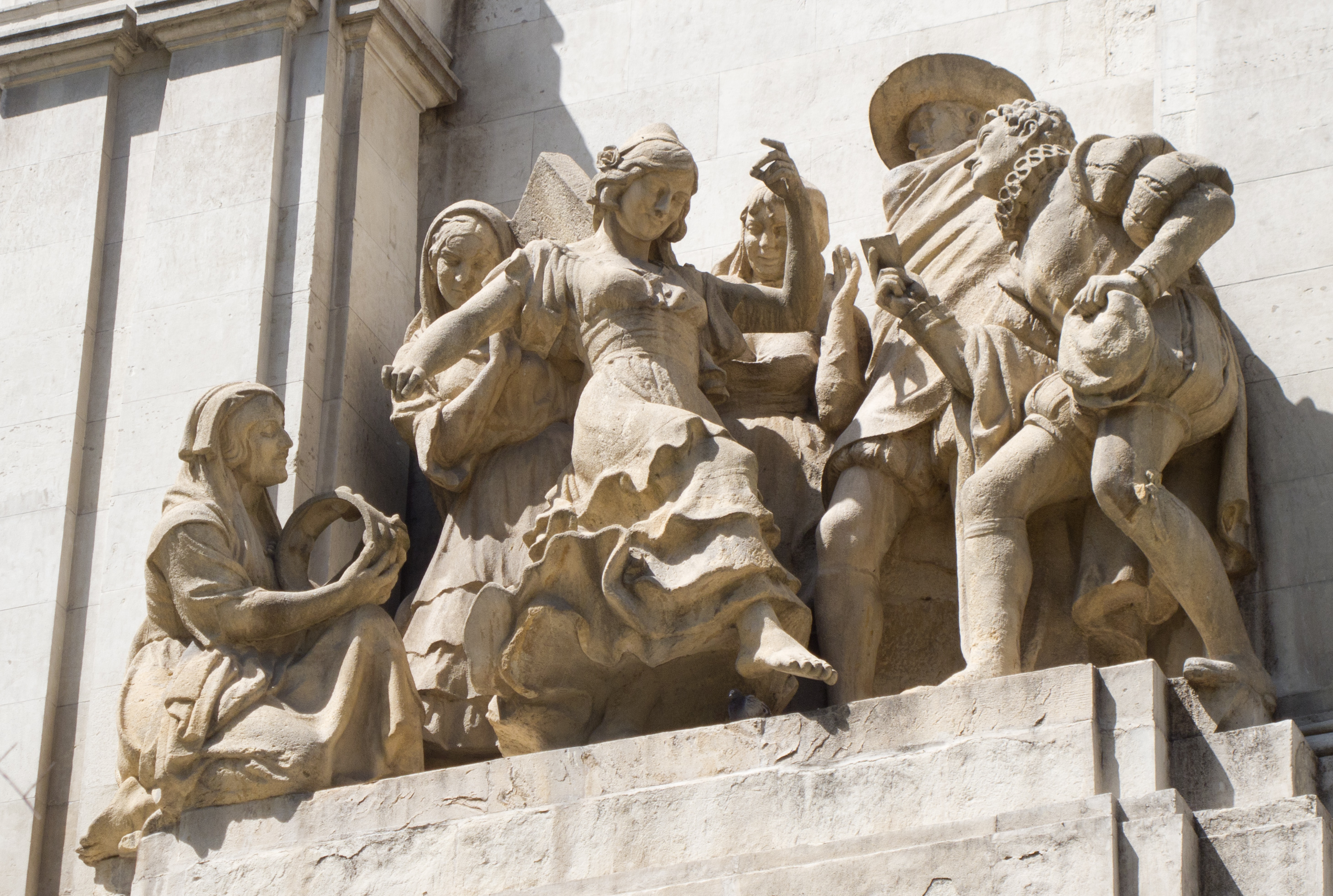
Cigánylány (a madridi Spanyol téren)

A Cigánylányban és a A nevezetes mosogatólányban hasonló témák jelennek meg: az elsőben a szegény lányok, akiket gazdag nemesek szeretnek. Szeretőik álruhában keresik fel a címszereplőket, és mindkét fél tudja, hogy nem házasodhatnak össze.
A szerelemféltő aggastyánban egy közkedvelt reneszánsz téma jelenik meg: egy öregember házassága egy fiatal lánnyal. A címszereplő Amerikából érkezik haza, majd szerelemre lobban egy fiatal lány iránt. Azonban, miután megszerezte magának a lány szerelmét, minden elővigyázatossága ellenére sem tudja bezárva tartani a négy fal között feleségét. A történet váratlan fordulatot vesz a befejezés előtt, amikor kiderül, hogy a feleség hűséges volt férjéhez, ennek ellenére a férfi abban a tudatban hal meg, hogy az asszony megcsalta. Férje halála után a fiatal özvegy kolostorba vonul.

#### Don Quijote

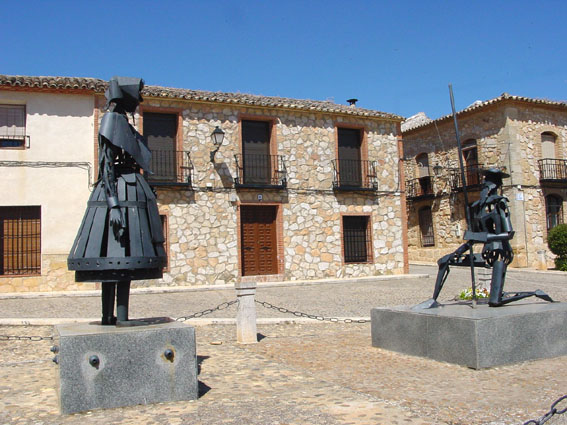
Dulcinea del Toboso és Don Quijote

A hagyomány szerint a Don Quijotét (teljes címén: Az elmés nemes Don Quijote de La Mancha) Argamasilla börtönében írta Cervantes La Mancha grófságban.
Az író szándéka az volt, hogy minél egyszerűbb nyelvezetű regényében képet adjon kora társadalmáról. A Don Quijote nyelvezetét egyesek példaértékűnek tartották, míg mások erősen kritizálták. A mű témája és a formája a lovagregény, amelyet pikareszk, szerelmes, pásztor és olasz regény elemeivel ötvözött az író. A több évszázados korábbi művekben, tanulmányokban, Don Quijote alakja csak mellékszereplő volt, Cervantes regényében azonban főszereplőként jelenik meg, ezáltal egy teljesen új értelmet kap a történet.
Amikor a regény első része 1605-ben megjelent, Cervantes nagy elismertségre tett szert – ami azonban csak kevéssé látszott meg anyagi helyzetén –, de a kor legnagyobb befolyással bíró drámaírója, Lope de Vega ezután is kárhoztatta. A könyv második részét 1615-ben adta ki annak hatására, hogy egy író már megalkotta a népszerű első rész folytatását. Mindezt bele is írta az első modern regénynek tekintett művébe.
A Don Quijote témája meglehetősen filozofikus. A főhős nem tud élni a merev társadalomban, ezért inkább azt teszi, amit szeret, és ezért a körülötte lévő emberek elmeháborodottnak tekintik. Ez lehetővé teszi számára, hogy a társadalom ne ítélje el azért, amit tesz. Cervantes így tudta kritizálni a társadalmat. A 19. században a romantikusok fedezték fel újból Don Quijote alakját, mivel szabadság-, filozófia- és szeretetképük hasonló volt.

#### Persiles és Sigismunda hőstettei

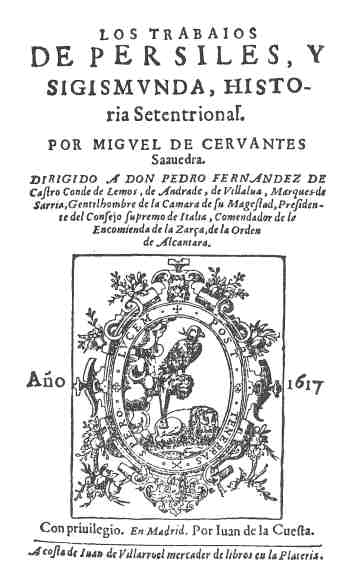
A Persiles és Sigismunda hőstettei első kiadásának első oldala

A Persiles és Sigismunda hőstettei (spanyolul: Los trabajos de Persiles y Sigismunda) az utolsó Cervantes-mű, amelyet 1617-ben, halála után adtak ki. A regényt még 1609-ben kezdte el írni. A tematikáját és a szerkezetét tekintve a 16. századi kalandregényekhez hasonlít, azonban a 17. században már divatjamúlt volt e műfaj. Cervantes Héliodórosz regényét, a Sorsüldözött szerelmeseket használta alapként.
A mű főtémája a dicsőséges és sorsdöntő szerelem, amelyet nem lehet megsemmisíteni. Két csodálatos és bátor fiatal elindul Nyugat-Európából a céljai megvalósítására. A számtalan kaland után, amelyekben a becsületet képviselik, elérkeznek Romába Portugálián, Spanyolországon és Franciaországon keresztül, ahol házasságkötésükkel érnek véget a kalandjaik.
A regény négy könyvre van osztva. Az első két része a hideg északi királyságokban játszódik, ismeretlen országokban, ahol a természet és az emberek is nagyon különböznek a mediterrán országok embereitől és tájaitól. A másik két könyv azokban az országokban történt kalandokat meséli el, amelyeket Cervantes jól ismert, bemutatja ezen országok földrajzát és társadalmi valóságát. A kalandok történetei elkülönülnek egymástól. Tartalma és formája szerint a könyv követi az európai kultúra hagyományait. A regény története a neoplatóni szerelmi koncepcióra épül, míg maga a regény fantasztikus, természetfölötti és váratlan elemekkel van díszítve. A jó és a rossz tulajdonságok is megjelennek, de végül a jók győznek.

### Cervantes elkallódott művei
Cervantesnek több műve elkallódott, nem maradt fenn az utókor számára. Mivel azonban általában még elkészülte előtt beharangozta egy-egy újabb műve várható megjelenését, így számos olyan művének a címét ismerjük, amiknek a szövege nem maradt fent.
A Persiles és a Sisimunda hőstettei mű végén például említést tesz egy befejezetlen művéről, amelyet a mai napig nem ismerünk. Ez a Galatea második része, a Dicsőséges Bernardo, amely valószínűleg regény volt, főhőse pedig Bernardo del Carpio.
Út a Parnasszoszra című művében Cervantes számos drámai műnek megemlíti a címét, amelyek valószínűleg az ő darabjai voltak, de ma már nem ismerjük a szövegüket. Ezek a következők:
- A nagy török (La gran Turquesca)
- Tengeri csata (La batalla naval)
- Jeruzsálem (La Jerusalén)
- Az Amaranta vagy az a május (La Amaranta o la del Mayo)
- Szerelmi erdő (El bosque amoroso)
- Az egyetlen (La única)
- A bátor Arsinda (La bizarra Arsinda)

Cervantes további művei, amiknek csak a címét ismerjük:
- A Hamis nagynéni (La tía fingida) egy prózai mű, a novelas ejemplares stílusában. A művet a 18. században mutatták be, és valószínűleg 13 novellát tartalmazott.[56]
- A Guadalupe-i Szűz rendelete (Auto de la soberana Virgen de Guadalupe) című mű arra utal, hogy abban az időben több képet találtak a Guadalupe-i Szűzről. Manapság nincs bizonyíték arra, hogy létezett volna ez a mű.[56]
- A Romantikus közjáték (Entremés de los romances) az emberről szól, romantikus stílusban. A műben hasonlóságok vannak a Don Quijotéval, néhányan úgy gondolják, hogy ez lehetett a Don Quijote első vázlata.[56]
- A Selanio és Cilenia párbeszéde (Diálogo entre Selanio y Cilenia) című mű a feltételezések szerint Sevillában játszódik.[68]

## Magyarul megjelent művei

### 1919-ig
- A bőkezű szerető; ford., bev. Lukács Móric; Hartleben, Pest, 1843 (Külföldi regénytár)
- Don Quichotte de la Manche. Nagyobb gyermekek számára...; ford. Karády Ignác; Heckenast, Pest, 1848
- Don Quichotte, a' híres manchai lovag, 1-2.; franciából ford. Horváth György; Szilády, Kecskemét, 1850
- Don Quichote kalandjai. Az ifjúság számára mulatságos olvasmányul; Heckenast, Pest, 1870 (Mese-könyv)
- Az elmés nemes, Don Quijote de la Mancha, 1-4.; ford. Győry Vilmos; Kisfaludy-Társaság, Bp., 1873–1876
- Don Quixote a híres manchai lovag élete és kalandjai; ifjúsági átdolg.; Lauffer, Bp., 1883
- Bologna gyöngye. Spanyol elbeszélés; ford. Dominkovich Mária; Fülöp, Bp., 1888
- Don Quijote de la Mancha; ifjúsági átdolg. Radó Antal; Lampel, Bp., 1895
- Az elmés nemes Don Quijote de la Mancha; ford. Győry Vilmos, átdolg., bev., jegyz. Huszár Vilmos; Athenaeum, Bp., 1900
- Don Quichote kalandjai. Az ifjúság számára mulatságos olvasmányul; 3., átdolg. kiad.; Franklin, Bp., 1905
- A híres neves Don Quijote lovag kalandjai. Az ifjuság számára átdolgozott legújabb magyar kiadás; Athenaeum, Bp., 1906
- Don Quijote kalandjai; ifjúsági átdolg. Baróti Lajos; Rozsnyai, Bp., 1918 k.

### 1920–1944
- Preciosa. Egy cigányleány története; ford. Gáspár Endre; Kosmos, Bratislava, 1921 (Kosmos könyvtár)
- A felszarvazott aggastyán. Elbeszélés; ford. Franyó Zoltán; Új Modern Könyvtár, Bécs, 1922 (Új modern könyvtár)
- A nemes, istenfélő és szépséges bolognai kisasszony Cornélia di Bentivoglio szomorú és vidám története, mint lőn Alfonso d'Este hitvese. Elbeszélés; ford. Király György; Kner, Gyoma, 1922 (Monumenta literarum)
- Az elmés, nemes Don Quiote la manchai lovag élete és kalandjai; ifjúsági átdolg.; Afra, Bp., 1926
- Elbeszélések; ford. Balogh Barna, bev. Pekár Gyula; Franklin, Bp., 1930 (Élő könyvek. Külföldi klasszikusok)
- Don Quijote; átdolg. Mándy Iván; Vigilia, Bp., 1943 (Az ifjúság klasszikusai)
- Don Quijote; átdolg. Radnóti Miklós; Cserépfalvi, Bp., 1943
- Sevillai kutyák; Aurora, Bp., 1943
- Kuckó és Kacor / A nevezetes mosogatólány; ford. Pál Endre; Bibliotheca, Bp., 1943 (Írástudók)
- Két kutya beszélget; ford. Gáspár Endre; ABC, Bp., 1944

### 1945–
- Preciosa, a szép cigánylány története; ford. Gáspár Endre; ABC, Bp., 1946
- Az üvegdiák története; ford. Gáspár Endre; Budapest Irodalmi Intézet, Bp., 1948 (Új könyvtár)
- Az elmés nemes Don Quijote de la Mancha, 1-2.; ford. Győry Vilmos, átdolg. Szász Béla, bev. Benyhe János; Csehszlovákiai Magyar Kiadó, Bratislava, 1955 (A világirodalom klasszikusai)
- Don Quijote, 1-2.; szöveg Cervantes nyomán Gordon Éva, ill. Zórád Ernő; Ifjúsági Lapkiadó–Junge Welt, Bp.–Berlin, 1957 [ifjúsági képregény]
- Példás elbeszélések; ford. András László et al., bev., jegyz. Benyhe János; Európa, Bp., 1958 (A világirodalom klasszikusai)[m 1]
- Rinconete és Cortadillo; ford. Benyhe János; in: Imposztorok tűköre. Spanyol kópé-regények; vál., bev., jegyz. Honti Rezső; Európa, Bp., 1957
- A csodaszínpad; ford. Gáspár Endre; in: Klasszikus egyfelvonásosok; átdolg. Illyés Gyula, rendezői utószó Molnár G. Péter, díszlettervek Bojár Iván; Gondolat, Bp., 1960 (Játékszín)
- Az elmés nemes Don Quijote de la Mancha; Győry Vilmos fordítását és Szász Béla szerkesztői javításait átdolgozta Benyhe János, versford. Somlyó György, jegyzetek Benyhe János; Bp., 1962
- Szószátyárok / A buzgó őrszem / A válóperes bíró / A féltékeny öreg férj / A salamancai barlang; in: Szószátyárok. Klasszikus spanyol komédiák; ford. Végh György, rend. utószó Dániel Ferenc; NPI, Bp., 1971 (Színjátszók kiskönyvtára)
- Don Quijote de la Mancha, 1-3.; ford. V. Pánczél Éva; Elektra Kiadóház, Bp., 2003
- Az elmés nemes Don Quijote de la Mancha, 1-2; Győry Vilmos fordításának és Szász Béla szerkesztői javításainak részleges felhasználásával ford. Benyhe János, versford. Somlyó György, előszó Milan Kundera, utószó, jegyzetek Benyhe János; Európa, Bp., 2005[69]
- Don Quijote de la Mancha. 4. szint; átdolg. María Asensio, ford. Rusznák György; Napraforgó, Bp., 2016 (Olvass velünk!)

## Cervantes emlékezete

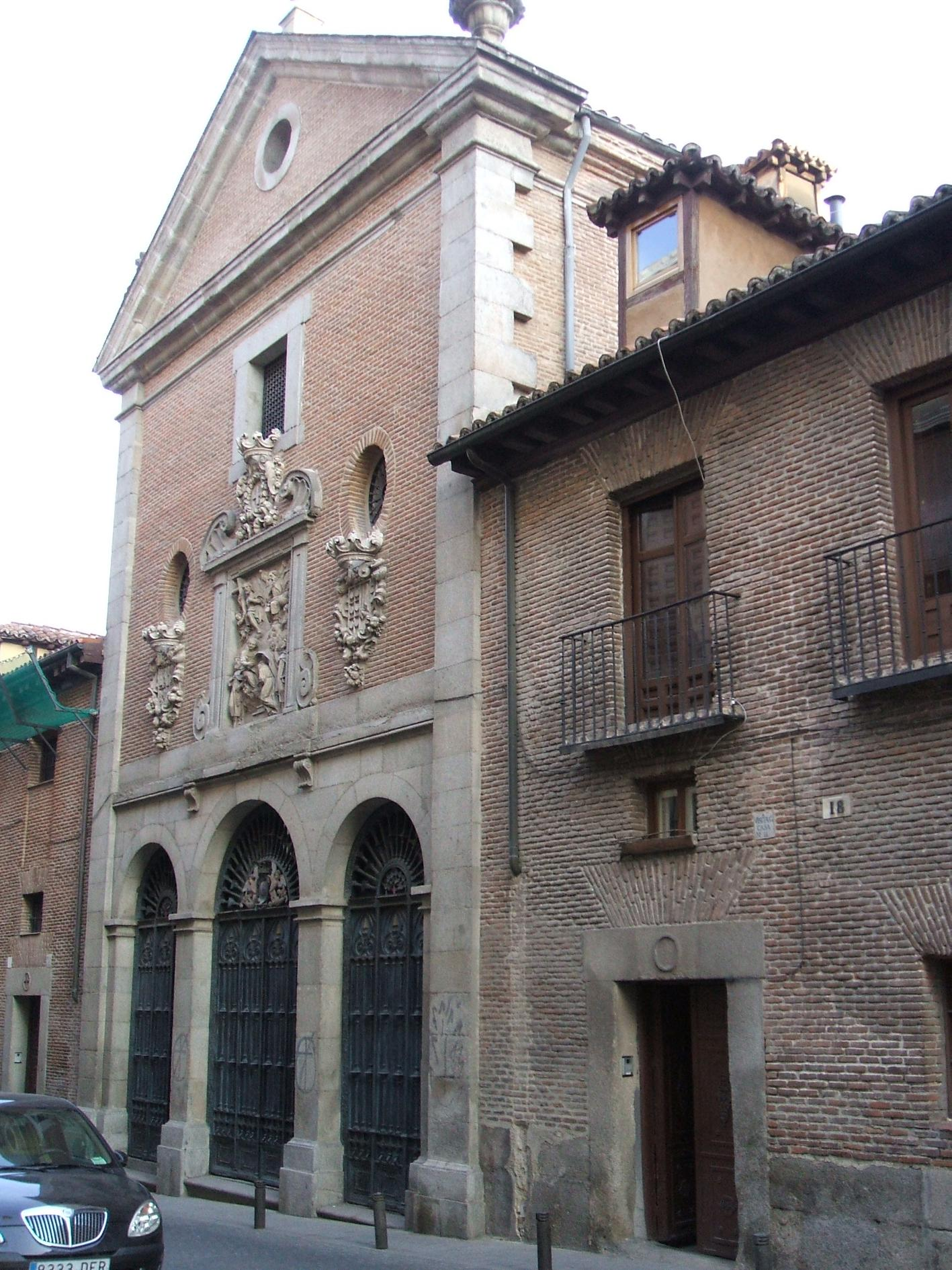
A Trinitarias kolostor, ahol Cervantes csontjait megtalálták

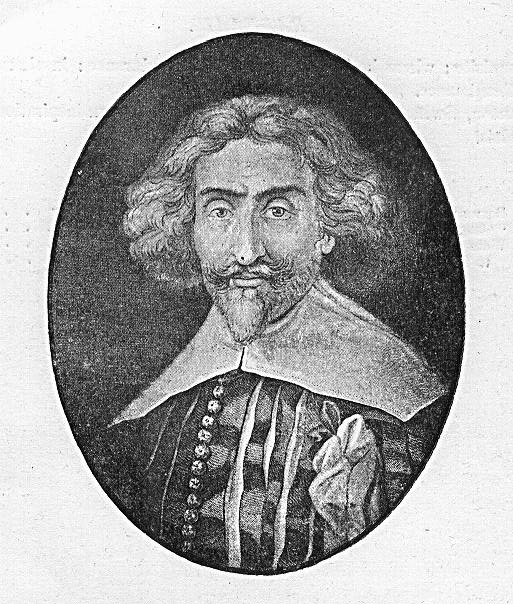
Cervantes a „The Hundred Greatest Men” (A Száz Legnagyobb Férfi) illusztrációján

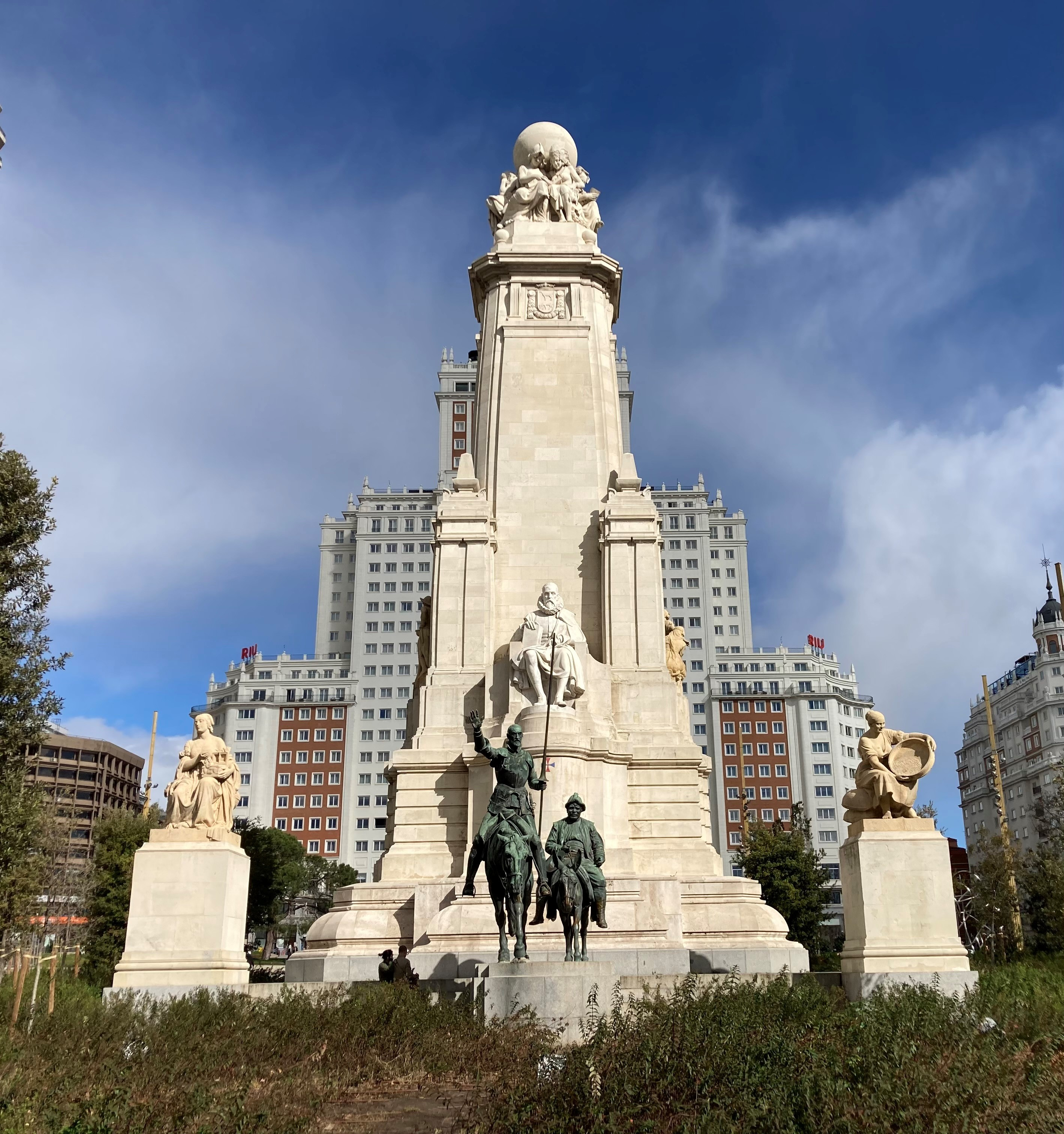
A Miguel de Cervantes-emlékmű Madridban

A Cervantesről szóló első életrajzi művet Gregorio Mayáns y Siscar írta, és 1738-ban jelentette meg. Ezt követően a benedekrendi szerzetes, Fray Martín Sarmiento, az Aedovoi topográfiában úgy írt Cervantesről, mint egy spanyol hidalgo Alcalá de Henaresből, azaz szerinte Cervantes ebben a városban született. Mindezt dokumentumok alapján állította, mivel megtalálták a keresztelési időpontot. Ezt a művet 1753-ban adták ki.
A 18. század végén, a 19. század elején újabb dokumentumok kerültek elő az író életével kapcsolatban. A 19. század folyamán a romantikus írók megpróbálták a Don Quijotét autentikus keretben bemutatni. A restauráció kezdetén, 1876-ban, Ramón León Mainez elkezdte írni Cervantes életrajzát, de a munka sikertelennek bizonyult, mivel nem álltak rendelkezésre megfelelő források. Nem sokkal később Cristóbal Pérez és Francisco Rodríguez Marín is írtak egy-egy Cervantes-életrajzot.
Az író első jelentős, még ma is használható életrajza azonban a Miguel de Cervantes példás és hősies élete (spanyolul: Vida ejemplar y heroica de Miguel de Cervantes) című könyv, Luis Astrana Marín tollából. A szerző 1410 és Cervantes élete közötti dokumentumok alapján írta művét, ami 1948 és 1958 között jelent meg. A művet nem árt kritikusan olvasni, mivel túlságosan is dicsőítő hangnemben íródott.
Cervantesről egyetlen hiteles festmény sem maradt fenn, az író ma ismert arcképeit leírások alapján készítették. A 20. század végén díjat neveztek el róla, továbbá 1991-ben pedig megnyitotta kapuit a Cervantes Intézet, amelynek a fő feladata a spanyol nyelv tanítása, valamint a spanyolországi és a spanyol nyelvű kultúra terjesztése. Az intézmény központja Madridban és Alcalá de Henaresben található. A spanyol 10, 20 és 50 eurócentes érmék hátoldalán Cervantes képe látható.

## Cervantes hatása
Cervantes – és főképpen a Don Quijote – óriási hatást gyakorolt a világirodalomra. A Don Quijote több mint 700 kiadást élt meg, több nyelven. A „búsképű lovag” alakját a világ minden táján ismerik. Rengeteg alkotót megihletett a mű, hatása kimutatható többek között Walter Scott, Charles Dickens, Flaubert, Herman Melville, Dosztojevszkij és James Joyce művészetében. Jorge Luis Borges novellát írt egy Pierre Menard nevű íróról, aki gondos előtanulmányok után szóról szóra megírta a Don Quijotét.
A Don Quijotén kívül más Cervantes-művek is hatással voltak a későbbi korok irodalmára. A Cigánylányt Victor Hugo is felhasználta A párizsi Notre-Dame című regényében.
Izrael alapítója, Dávid Ben-Gúrión csak azért tanult meg spanyolul, hogy eredetiben olvashassa a Don Quijotét.

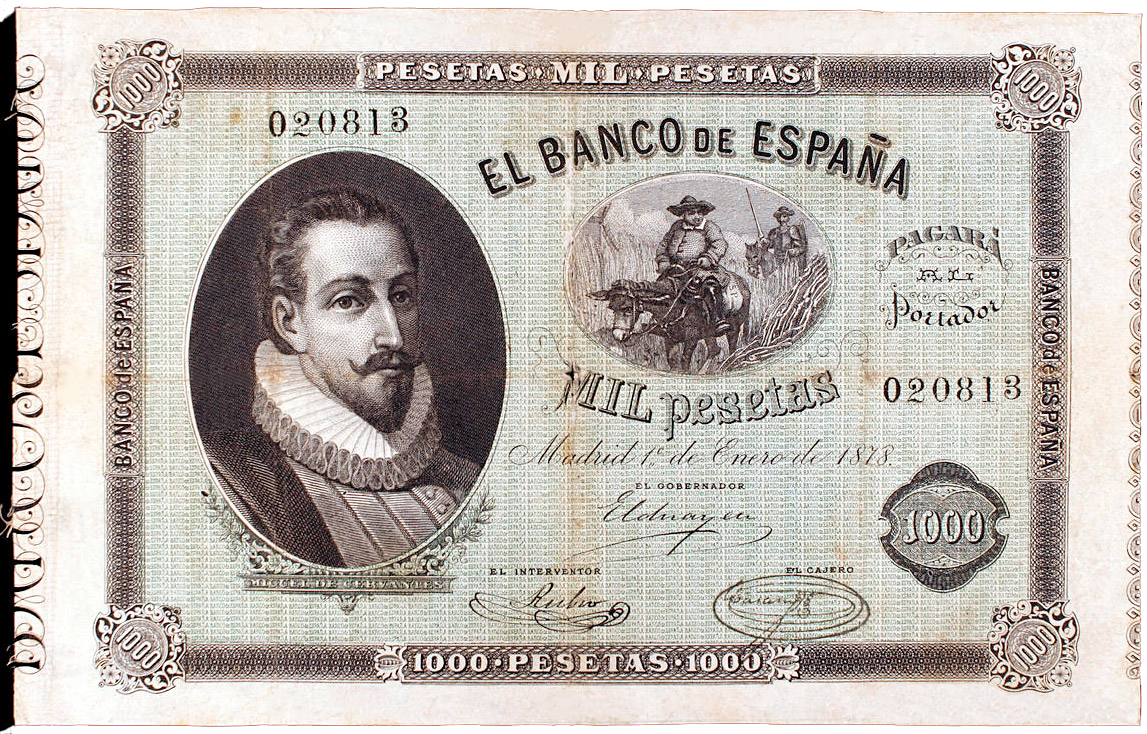
1878-as sorozatú spanyol 1000 pesetás bankjegy előoldala Miguel de Cervantes és hősei, Sancho Panza és Don Quijote ábrázolásával.
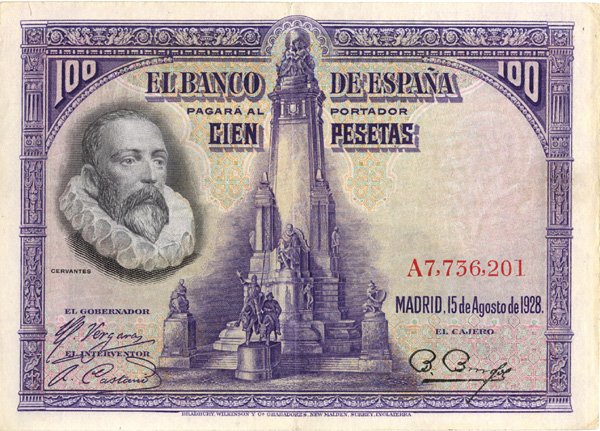
1928-as sorozatú spanyol 100 pesetás bankjegy előoldala Miguel de Cervantes és a madridi Cervantes-emlékmű ábrázolásával.
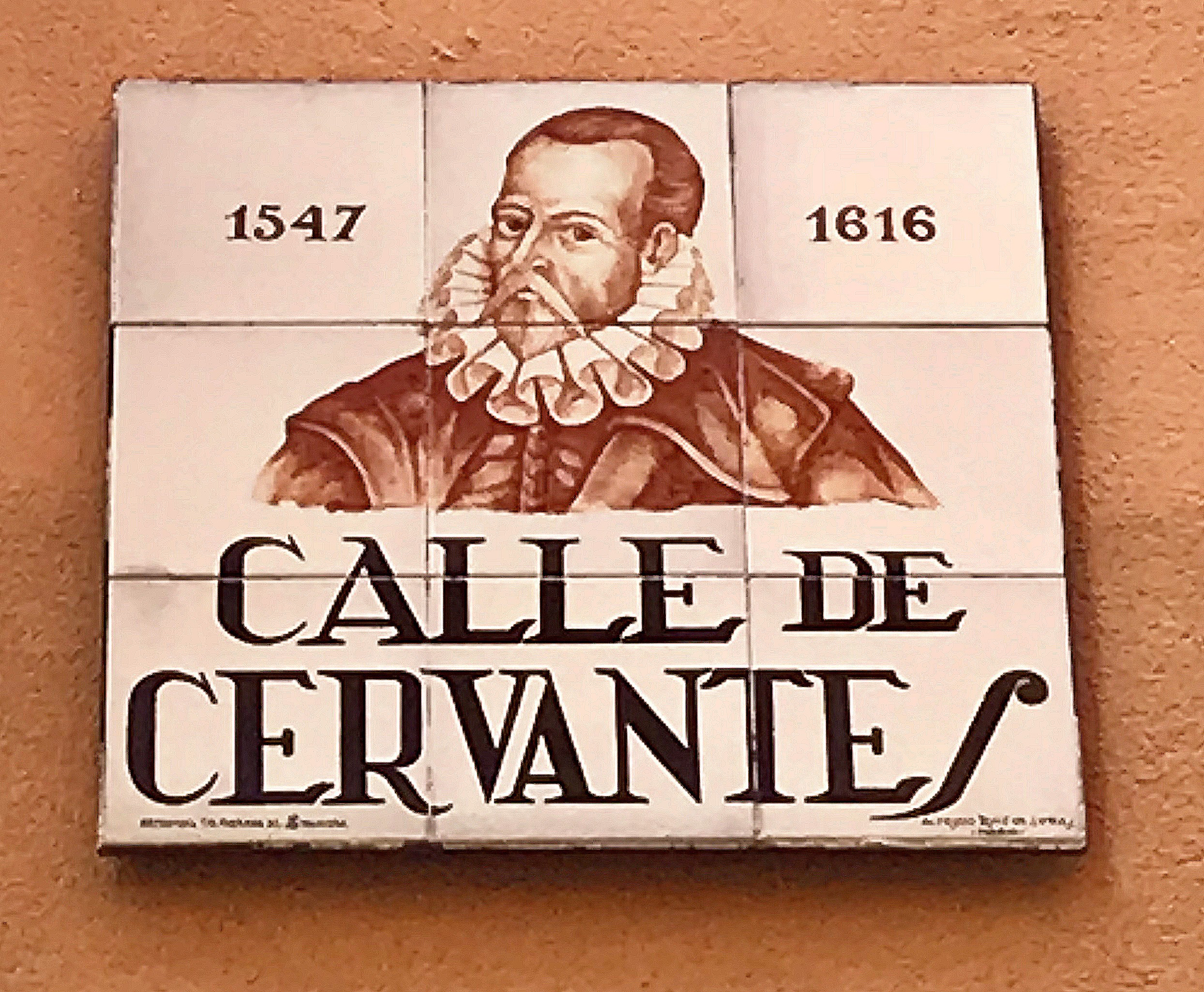
Madridi utcanévtábla

## Fordítás
- Ez a szócikk részben vagy egészben  a(z)   Мигел де Сервантес című szerb Wikipédia-szócikk ezen változatának fordításán alapul.  Az eredeti cikk szerkesztőit annak laptörténete sorolja fel. Ez a jelzés csupán a megfogalmazás eredetét és a szerzői jogokat jelzi, nem szolgál a cikkben szereplő információk forrásmegjelöléseként.
- Ez a szócikk részben vagy egészben  a   Miguel de Cervantes Saavedra című katalán Wikipédia-szócikk ezen változatának fordításán alapul.  Az eredeti cikk szerkesztőit annak laptörténete sorolja fel. Ez a jelzés csupán a megfogalmazás eredetét és a szerzői jogokat jelzi, nem szolgál a cikkben szereplő információk forrásmegjelöléseként.
- Ez a szócikk részben vagy egészben  a   Miguel de Cervantes című angol Wikipédia-szócikk ezen változatának fordításán alapul.  Az eredeti cikk szerkesztőit annak laptörténete sorolja fel. Ez a jelzés csupán a megfogalmazás eredetét és a szerzői jogokat jelzi, nem szolgál a cikkben szereplő információk forrásmegjelöléseként.

### Magyar nyelvű szakirodalom
- Sós, Endre. Cervantes, 1955, Budapest: Művelt Nép Tudományos és Ismeretterjesztő Kiadó
- Kundera, Milan. Cervantes alábecsült öröksége, 1990, Holmi
- Alvar, Carlos. Miguel Cervantes: "Én vagyok az első, aki spanyol nyelven írt elbeszélést" = A spanyol irodalom rövid története, 2002, Budapest: Nemzeti Tankönyvkiadó
- Alvar, Carlos. Don Quijote de la Mancha = A spanyol irodalom rövid története, 2002, Budapest: Nemzeti Tankönyvkiadó
- Alvar, Carlos. A keresztény szerelem zarándoka: a bizánci regény = A spanyol irodalom rövid története, 2002, Budapest: Nemzeti Tankönyvkiadó
- Alvar, Carlos. A paso és az entremés: Rövid komikus művek. Lope de Rueda és Miguel de Cervantes színháza = A spanyol irodalom rövid története, 2002, Budapest: Nemzeti Tankönyvkiadó
- Careter, Fernando Lázaro. A Quijote beszédhangjai, 2005, Piliscsaba: Pázmány Péter Katolikus Egyetem Bölcsészettudományi Kar
- Canavaggio, Jean. Élet és irodalom: Cervantes a Quijotéban = Cervantes és a Don Quijote, 2005, Piliscsaba: Pázmány Péter Katolikus Egyetem Bölcsészettudományi Kar
- Close, Anthony. Cervantes eszmevilága, személyisége, műveltsége = Cervantes és a Don Quijote, 2005, Piliscsaba: Pázmány Péter Katolikus Egyetem Bölcsészettudományi Kar
- Close, Anthony. A Quijote értelmezései = Cervantes és a Don Quijote, 2005, Piliscsaba: Pázmány Péter Katolikus Egyetem Bölcsészettudományi Kar
- Ortiz, Antonio Domínguez. A Quijote Spanyolországa = Cervantes és a Don Quijote, 2005, Piliscsaba: Pázmány Péter Katolikus Egyetem Bölcsészettudományi Kar
- Roubaud, Sylvia. A lovagregények = Cervantes és a Don Quijote, 2005, Piliscsaba: Pázmány Péter Katolikus Egyetem Bölcsészettudományi Kar
- C. Riley, Edward. Cervantes és az irodalomelmélet = Cervantes és a Don Quijote, 2005, Piliscsaba: Pázmány Péter Katolikus Egyetem Bölcsészettudományi Kar
- M. Anderson, Ellen. A Quijote szerkezetének kialakulása = Cervantes és a Don Quijote, 2005, Piliscsaba: Pázmány Péter Katolikus Egyetem Bölcsészettudományi Kar
- Rico, Francisco. A Quijote szövegtörténete = Cervantes és a Don Quijote, 2005, Piliscsaba: Pázmány Péter Katolikus Egyetem Bölcsészettudományi Kar
- Kiss, Tamás Zoltán. A Don Quijote helyei : diszkurzív gyakorlatok és a befogadás retorikája Cervantes magyarországi hatástörténetében, 2006, Filológiai Közlöny
- Menczel, Gabriella. Szubtextus - önreflexió - dekonstrukció: Cervantes és Castillo, 2006, Filológiai Közlöny
- Kéri, Katalin. Cervantes és az iszlám, 2007, Valóság

### Weboldalak
- Don Quijote műfordításokban Bábel Web Antológia
- Miguel de Cervantes: Példás elbeszélések (MEK)
- Miguel de Cervantes: Don Quijote (MEK)
- Miguel de Cervantes: Az elmés nemes Don Quijote de la Mancha (hangoskönyv) (MEK)
- Idézetei
- Takács Mária: Cervantes
- A Fazekas Enciklopédia szócikke Cervantesről
- Hegedüs Géza: Miguel de Cervantes
- Cervantes, a kalandos életű író
- Meghatározták Don Quijote rejtélyes faluját
- 390 éve halt meg a búsképű lovag írója
- Új magyar fordításban a négyszáz éves Don Quijote